# Izraelsko-palestinský konflikt
Izraelsko-palestinský konflikt neboli blízkovýchodní konflikt je dlouhodobě trvající politický a vojenský konflikt o území a sebeurčení národů na území bývalé britské mandátní Palestiny na Blízkém východě. Je veden mezi Izraelci a Palestinci, respektive do roku 1948 byl veden mezi palestinskými Židy a palestinskými Araby. Od roku 1948 je součástí širšího arabsko-izraelského konfliktu.
Počátek konfliktu lze vysledovat do konce 19. století, kdy na území Palestiny ovládané Osmanskou říší a po staletí obývané Araby začali po rozmachu sionistického hnutí migrovat evropští Židé. Ti si území nárokovali na základě biblického příslibu (tzv. Země izraelská) a starověkého izraelského státu, jehož zničení Římskou říší vedlo k odchodu většiny Židů do diaspory.

## Historické názvy a státní útvary
V nejstarších starověkých textech ze 3. tisíciletí př. n. l se území nazývalo Kanaán, kolem roku 1000 př. n. l bylo součástí Izraelského království (s výjimkou pásma Gazy, které obývali historičtí Palestinci/Pelištejci/Filištíni), kteří však již v té době byli geneticky blízce příbuzní s Izraelity. Na konci 10. století př. n. l se od Izraelského království oddělilo v jižní části Judské království s hlavním městem Jeruzalémem, později pobřežní oblasti ovládli Féničané. V pozdější době celý blízký východ postupně ovládali Asyřané, Babyloňané, Peršané, Alexandr Veliký a následně Seleukovská říše. Za Hasmoneovské dynastie se Judsko a okolní oblasti postupně osamostatnily ze seleukovské nadvlády, než oblast v prvním století př. n. l ovládla Římská říše. Za římské nadvlády bylo zpočátku Judsko za vlády Heroda samostatným vazalským státem, později bylo přeměněno na provincii Judea pod přímou římskou správou. Římská snaha odvrátit Izraelce od jejich náboženství vedla k prvnímu a druhému povstání, v jejichž důsledku bylo židovské náboženství zcela zakázáno a označení Judea se přestalo používat. Oblast se stala součástí provincie Syria Palaestina, název Palestina byl pravděpodobně použit záměrně Izraelitům navzdory. V následujícím období byla oblast zahrnující bývalý Izrael/Judsko i současný stát Izrael nazývána Palestina. S výjimkou období Jeruzalémského království ve 12. a 13. století, kdy oblast ovládli křižáci. 
Po pádu Římské říše bylo území součástí Byzantské říše. V 7. století během byzantsko-arabských válek území dobyli Arabové (tzv. období volených chalífů). Postupně zde vládly dynastie Umajjovců, Abbásovců, Túlúnovců, Ichšídovců, Fátimovský chalífát a Seldžucká dynastie. V 12. a 13. století území dobyli účastníci křížových výprav a ustanovili Jeruzalémské království. Poté území vládli Ajjúbovci, Mamlúci a od roku 1516 do konce první světové války (1918) turecká dynastie Osmanů. Po válce byly blízkovýchodní části Osmanské říše rozděleny mezi Brity a Francouze do mandátních území. Palestina spadala do britského mandátu.

## Souhrn
Od vyhlášení státu Izrael roku 1948 je konflikt součástí širšího arabsko-izraelského konfliktu a jedním z nejsložitějších geopolitických konfliktů světa. Jeho vznik od konce 19. století je spojen s židovským přistěhovalectvím a sionismem, úsilím o vytvoření židovského národního státu. V kontextu konfliktu se zároveň utvářela národní identita Palestinců. Po první světové válce se region Palestiny stal mandátním územím dočasně svěřeným Britům. Tím vznikla mandátní Palestina, jejíž existenci provázely neustálé konflikty mezi Araby, Židy a britskou správou. Britové po téměř celé trvání mandátu podporovali kontrolovanou imigraci Židů a rozvoj jišuv. Situace se změnila po arabském povstání (1936–1939), kdy Britové uzákonili MacDonaldovu bílou knihu, která zaručovala vznik arabského státu s židovskou menšinou a omezovala další židovskou imigraci. Ke konci druhé světové války židovské milice (Irgun, Lechi, Hagana, Palmach) zahájily vzpouru proti Britům a jejich restrikcím imigrace, na kterých trvali i po konci války a se znalostí holokaustu. Britové se následně rozhodli mandátu vzdát a předali řešení konfliktu Organizaci spojených národů. Ta připravila plán na rozdělení Palestiny na židovský a arabský stát. S tím ale Arabové nesouhlasili a vzápětí vypukla občanská válka, která skončila stažením britských vojsk, vyhlášením státu Izrael a následnou první arabsko-izraelskou válkou.
V mezidobí však Británie umožnila ve východní části Mandátu Palestina vznik arabského státu Jordánsko. OSN proto diskutovala rozdělení pouze západní části původního Mandátu. Plán byl OSN přijat proti vůli arabských států. Tyto státy neuznaly existenci státu Izrael a opakovaně se bez úspěchu pokoušely zničit Izrael vojensky. Určitá naděje svitla v 90. letech 20. století, kdy se rozběhla jednání mezi vládou Izraele a vedením OOP: Izrael umožnil palestinskou autonomii a vyhlášení palestinského státu v pásmu Gazy, OOP se na oplátku vzdala svého oficiálního cíle zlikvidovat stát Izrael. Vývoj se však zvrátil na začátku 21. století. Od té doby se nedaří najít mírové řešení konfliktu ani řešení otázky samostatného všeobecně uznávaného státu Palestina v duchu plánu OSN.
V důsledku konfliktu je Izrael neustále ohrožován teroristickými útoky, ať už sebevražednými atentátníky nebo raketami z pásma Gazy. Naopak Palestinci jsou rozděleni, část žije na okupovaných územích Pásma Gazy a Západního břehu, část na území Izraele a část jako palestinská diaspora, uprchlíci v sousedních arabských zemích a jinde ve světě. Okupovaná území čelí častým vojenským operacím Izraele a Pásmo Gazy desítky let trvající blokádě a faktické správě zdrojů Izraelem. O moc na palestinských územích soutěží několik různých organizací, od politicko-reprezentativních až po militantně teroristické. Nicméně volby se zde konaly jen v letech 1996 a 2006. Mezi klíčové sporné otázky konfliktu patří Jeruzalém, palestinští uprchlíci, izraelské osady, bezpečnost, hranice a mezinárodní status a rozdělení vodních zdrojů.

## Konec 19. století – rok 1920: Počátky

### Sionismus
Snahy evropských Židů založit vlastní stát se začaly objevovat se zrodem sionismu ke konci 19. století. Sionismus byl reakcí na vzestup nacionalismu evropských národů, ale také na evropský antisemitismus. Hlavním myslitelem sionismu byl Theodor Herzl, který začal myšlenku nutnosti židovského státu prosazovat zejména po Dreyfusově aféře, kdy napsal knihu Židovský stát (1896). První sionistická osada (Petach Tikva) ale byla v Palestině vybudována již v roce 1878.
Herzl založil Světovou sionistickou organizaci, která se novým státem usilovně zabývala. Pro jeho vznik byly uvažovány oblasti států Argentina, Kypru, Konga nebo Ugandy, ale velmi rychle zvítězila představa biblického území v Palestině, která byla v té době pod vládou Osmanské říše. Konečný cíl založení židovského státu byl ukotven v Basilejském programu (1897). Sionismus se ovšem nesetkal s pochopením u ortodoxních Židů, kteří věří, že židovský stát vznikne až s příchodem mesiáše.
K roku 1880 žilo na území Palestiny 470 tisíc Arabů a pouze 24 tisíc Židů. K přílivu židovských obyvatel následně docházelo v rámci tzv. alijí. Nově příchozí byli k příchodu různě motivováni, ať už se jednalo o důvody náboženské, či politické. Velká část olim (imigrantů v rámci alijí) přišla v důsledku protižidovských pogromů zejména v carském Rusku. Do první světové války se počet Židů v Palestině zvýšil na 90 tisíc. Desetitisíce Židů emigrovalo právě z carského Ruska a často šlo o socialisty, kteří následně začali zakládat kibuci (prvním byl Deganja Alef) a také město Tel Aviv. Ačkoli ještě na počátku 20. století nebyla imigrace Židů pro palestinské Araby nijak zásadní, s dalšími alijemi se začaly objevovat první konflikty. Rozbuškou byl rozmach nákupu půdy sionisty financovanými evropskými Židy (zejména Edmondem Rothschildem), který probíhal za zády arabských rolníků. Sionisté pozemky v Palestině (hlavně v severní části) nakupovali od významných rodů zejména z Damašku a Bejrútu, které k nim přišly díky nezamýšleným důsledkům osmanské pozemkové reformy.

### Sykesova-Picotova dohoda

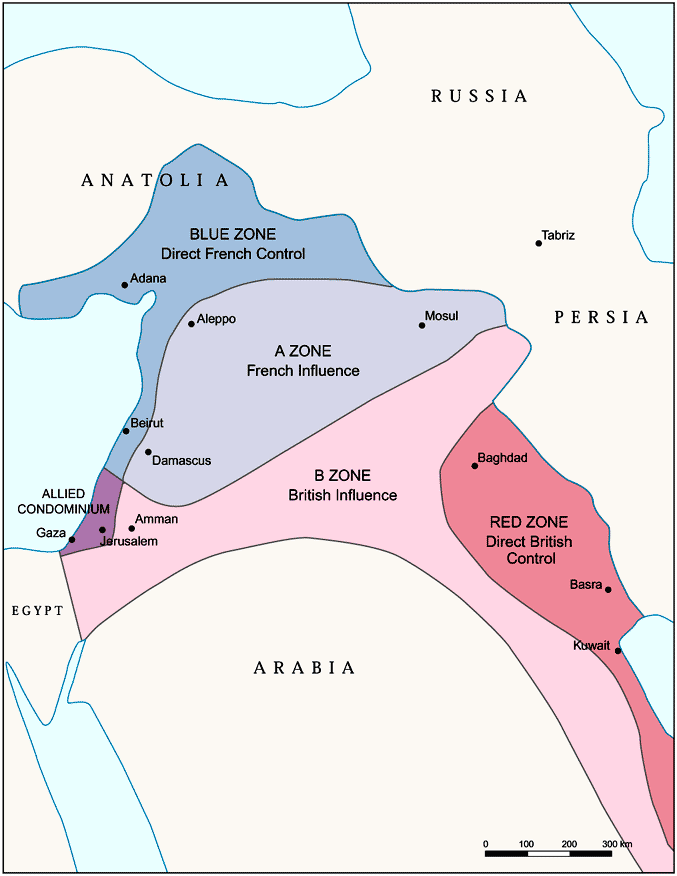
Sféry vlivu Velké Británie (červeně) a Francie (modře) ustavené Sykesova–Picotova dohoda.

V roce 1916 si západní mocnosti v tajné Sykesově-Picotově dohodě rozdělily sféry vlivu na Blízkém východě po pádu Osmanské říše. Dohodu se ovšem nepodařilo nakonec zcela naplnit. Během první světové války navíc Britové slíbili Arabům nezávislost, pokud se postaví proti Osmanům, čímž vyprovokovali arabské povstání proti Turkům. Arabové zformovali armádu o síle 70 tisíc osob, přičemž Britové dodali velitele (např. Thomas Edward Lawrence). Nicméně Britové své sliby nedodrželi a po vyhrané válce začali podporovat sionisty.

## 1920–1948

### Britský mandát Palestina
V roce 1917 vydal britský ministr zahraničí Arthur Balfour deklaraci, v níž sděluje, že „vláda jeho Veličenstva pohlíží příznivě na zřízení národní domoviny židovského lidu v Palestině.“ Po první světové válce došlo k rozpadu Osmanské říše a území současného Izraele, Palestinské autonomie a Jordánska, byla dána do správy Spojenému království, jako protektorát Britský mandát Palestina. V mezidobí došlo k osamostatnění Jordánska, a tak se pro zamýšlený židovský stát připadlo v úvahu pouze území západně od Jordánu. Proti poválečné situaci se vymezoval například Palestinský arabský kongres.
V roce 1919 Balfour napsal: „V Palestině nenavrhujeme se zabývat, a to ani formou konzultací, přáními současných obyvatel země, i když Americká komise šla cestou dotazování, co jsou zač... Čtyři velmoci jsou oddány sionismu. A sionismus, ať už je správný nebo nesprávný, dobrý nebo špatný, má kořeny v letitých tradicích, v současných potřebách, v budoucích nadějích, mnohem hlubšího významu než touhy a předsudky 700 000 Arabů, kteří nyní obývají onu starověkou zemi.“
V reakci na Balfourovu deklaraci se po první světové válce do Palestiny vydaly další desítky tisíc Židů (zejména z Ruska a Polska). Nárůst židovských obyvatel stupňoval v Palestině napětí. K prvním násilnostem ovšem začalo docházet až po roce 1920. V důsledku byly zřízeny židovské oddíly Hagana. Od této doby se spustil koloběh násilí a odplat (viz nepokoje v Palestině 1929 nebo Hebronský masakr).
Během britské správy bylo Arabům i Židům umožněno se částečně podílet na správě Mandátu. Arabové sice působili na některých úřednických místech, avšak odmítli se podílet na vzniku nového legislativního orgánu, a tak se do značné míry odřízli od vlivu na dění v Mandátu. Během správy zavedli Britové kvóty pro židovské imigranty, které vyvrcholily v roce 1939 přijetím zásadní Bílé knihy. V ní Britové uzákonili, že do deseti let vznikne arabský stát s židovskou menšinou. Současně výrazně omezili další židovskou imigraci.
Ve třicátých letech 20. století nastal další příliv Židů z Evropy, tentokrát zejména z nacistického Německa, kde se moci chopil Adolf Hitler. V polovině třicátých let se židovská populace v Palestině zdvojnásobila, což vedlo k nové vlně násilí. V roce 1936 vznikla centrální organizace palestinských Arabů Vysoká arabská komise vyzývající k násilí a stávkám. Britové však nepokoje potlačili. Ihned poté byla jmenována Peelova komise, která měla navrhnout řešení soužití Židů a Arabů. Ta následně navrhla rozdělení území na dva státy. Arabská část však měla být připojena k Transjordánsku. Židé i Arabové závěry komise odmítli.

### Palestina v období druhé světové války

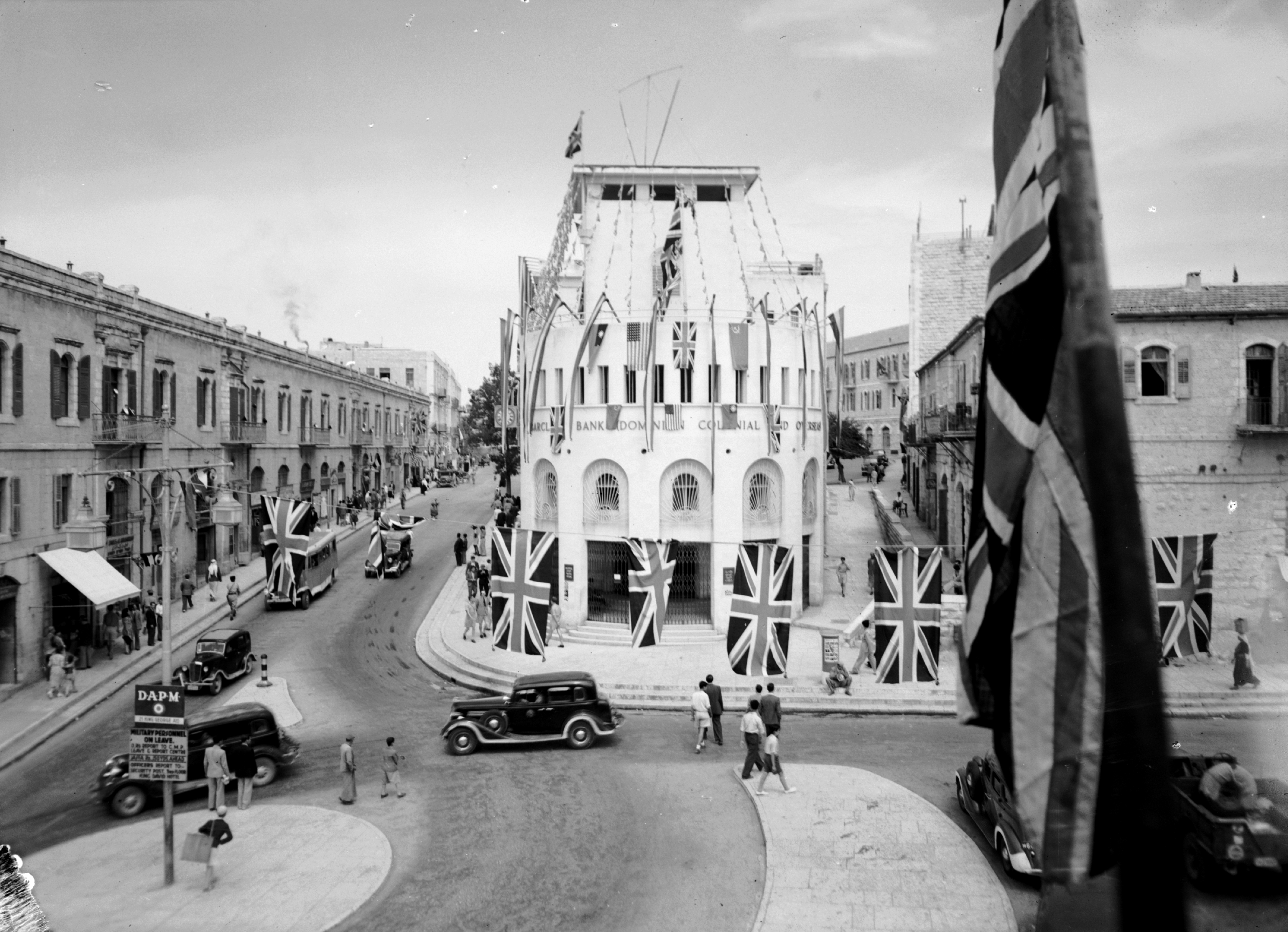
Oslava Dne vítězství v Jeruzalémě 8. května 1945

Před vypuknutím druhé světové války tvořili Židé již 30 % populace Palestiny (v té době se populace Palestiny rozrostla na 1,5 milionu obyvatel). Již v této době se ale ukazovala hospodářská převaha Židů nad Araby. Židé i Arabové v Palestině byli rozladěni kroky Britů (omezení imigrace Židů Bílou knihou, apatie ve snahách o sebeurčení jak Arabů, tak Židů). V reakci na neochotu Britů dostát svým závazkům se proti mandátní správě postavila židovská podzemní organizace Irgun, která proti britským civilním a vojenským cílům páchala atentáty. Později se z Irgunu vydělila skupina Lechi, která byla ještě fanatičtější a militantnější (a například se paradoxně snažila jednat s nacistickým Německem o společném postupu proti Britům). Společně v roce 1944 zahájily ozbrojenou vzpouru proti Britům. Až na Lechi (a Irgun po roce 1944) ale většina z vedení sionistů chápala nutnost podpory Britů ve válce proti nacistickému Německu (a to včetně Davida Ben Guriona). Do armády Britů se tak přidalo 26 tisíc Židů z Palestiny (tzv. Židovská brigáda), ale také 6 tisíc Arabů (v rámci tzv. Arabské legie). Po porážce Afrikakorps v roce 1943 se situace na Blízkém východě relativně stabilizovala. Následně došlo k pozastavení platnosti Bílé knihy. Teroristické útoky Lechi a Irgun ale pokračovaly. K podpoře Arabů v Palestině se v roce 1944 připojily arabské státy v Alexandrijském protokolu.
Po skončení druhé světové války se Britové za vlády Clementa Atleeho soustředili na strategické zájmy v regionu. Opět pozastavili židovskou imigraci do Palestiny, a to včetně přeživších z koncentračních táborů. Konec druhé světové války je také momentem, kdy se do věci začaly více zapojovat Spojené státy americké, včetně prezidenta Harryho Trumana, který sympatizoval se sionisty. Britové usilovali o to, aby Židé emigrovali jinam než do konfliktní Palestiny. V důsledku například vraceli lodě s uprchlíky, což několikrát vedlo k tragédiím (viz loď Exodus, loď Struma nebo loď Chana Seneš). V říjnu 1945 se tak proti Britům postavil již i David Ben Gurion a jeho labouristé a Hagana. Vzniklo tak Židovské hnutí odporu. V roce 1946 Irgun provedl bombový útok na hotel Král David, ve kterém v té době bylo přítomno vedení britské administrativy. Následující jednání nevedla k žádnému schůdnému výsledku.

### Plán OSN na rozdělení Palestiny

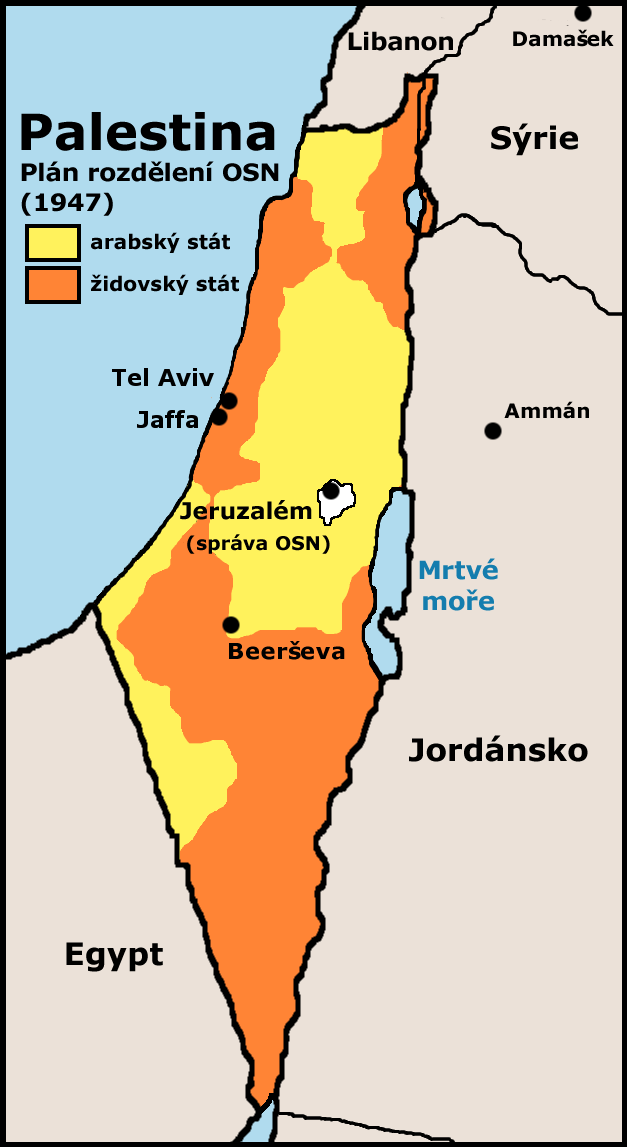
Plán OSN na rozdělení Palestiny

Britové nakonec nevěděli, jak nastalou situaci řešit a tak v roce 1947 předali tento problém k řešení Organizaci spojených národů. Ta sestavila zvláštní komisi pro Palestinu (UNSCOP), která posléze připravila plán na rozdělení Palestiny. Tento plán byl v roce 1947 schválen Valným shromážděním OSN. Jeho rozhodnutím připadlo 54 % území mandátu Židům, kteří tvořili 1/3 obyvatelstva, zatímco Arabům, kteří tvořili 2/3 obyvatelstva, bylo určeno 46 % území. Židé plán přijali, zatímco Liga arabských států a Vysoká arabská komise plán odmítly. Následně vypukla občanská válka (listopad 1947 až květen 1948).

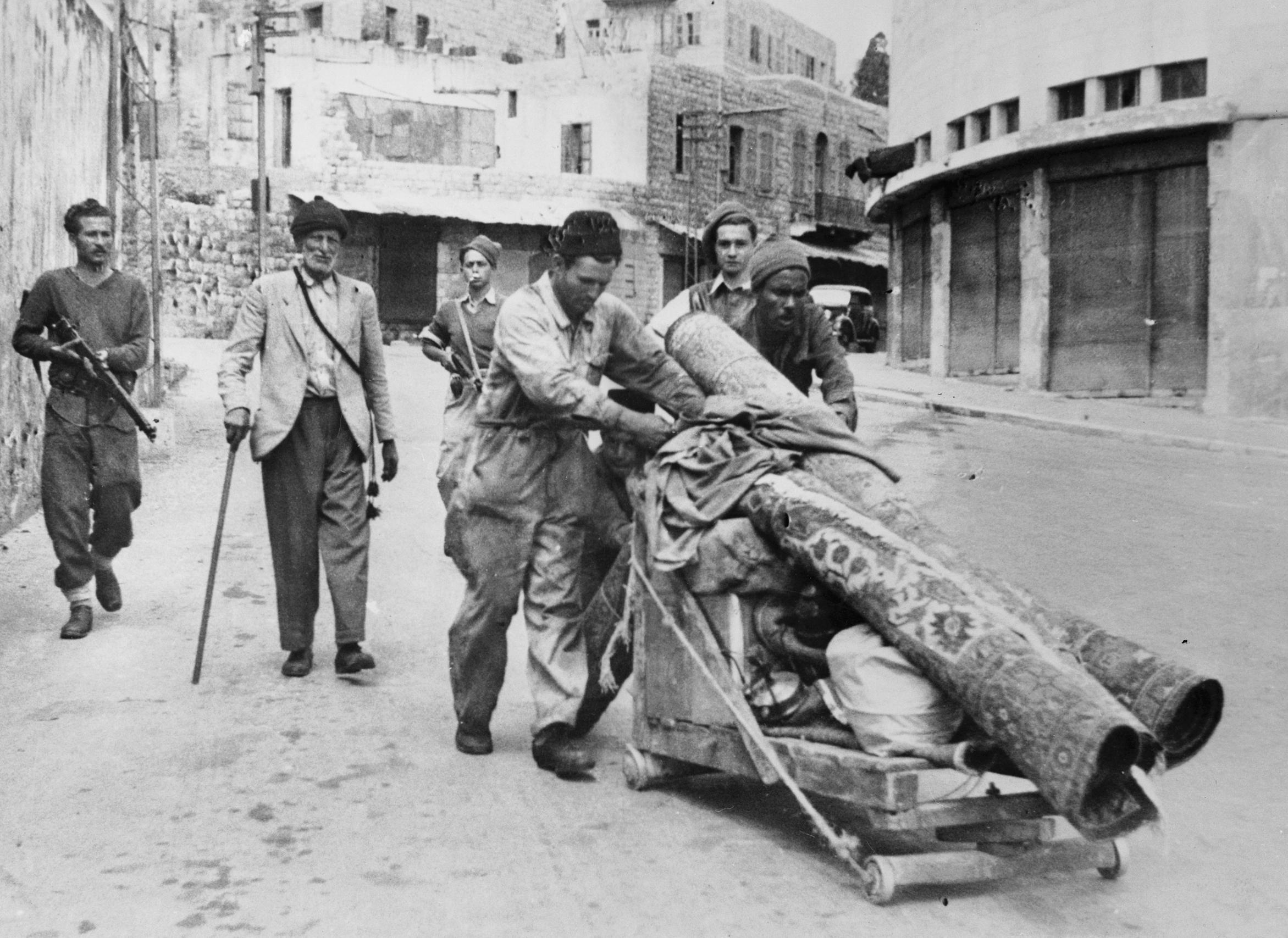
Arabové z Haify jsou vyháněni židovskými vojáky (21–22. dubna 1948)

Situace se vyhrotila na začátku roku 1948, kdy zesílily teroristické útoky jak Arabů, tak Židů (viz např. masakr Dejr Jásin spáchaný v dubnu 1948 oddíly Irgunu a Lechi, nebo odvetný masakr ve čtvrti Šejch Džarach). Masakr v Dejr Jásin vedl k útěku několika set tisíc palestinských Arabů, a to zejména na území Západního břehu a Pásma Gazy, kde jsou dodnes uprchlické tábory. Mezi Židy se současně vyhrotil spor labouristů Davida Ben Guriona a revizionistů Vladimíra Žabotinského, který potopením lodi Altalena vedl na hranici rozpoutání židovské občanské války. 
Úspěchy židovských vojáků zejména v Galileji vyděsily arabské obyvatele, proto začali masově opouštět své domovy. Část Židů dokonce Araby zastrašovala zcela cíleně, aby je donutila k odchodu z území budoucího židovského státu. Na mnoha místech docházelo ze strany Židů k etnickému čištění území, boření domů a celých vesnic a k vyhánění místního arabského obyvatelstva.[zdroj⁠?!] Odcházející britská vojska se nijak nesnažila tuto „nevyhlášenou válku“ nějak mírnit, ačkoli při ní docházelo i k masakrům židovského i arabského civilního obyvatelstva.

## 1948–1967

### Vyhlášení nezávislosti Státu Izrael, Nakba a první arabsko-izraelská válka

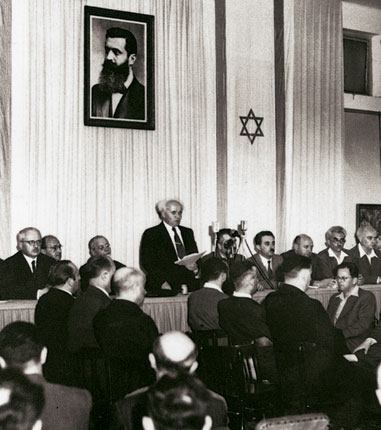
David Ben Gurion (první ministerský předseda Izraele) veřejně čte Deklaraci nezávislosti Státu Izrael 14. května 1948 v Tel Avivu v Izraeli na fotografii Rudiho Weissensteina.

Britský mandát měl skončit 15. května 1948, ale již den předem, 14. května, britští vojáci opustili Jeruzalém. Následně se židovské vedení rozhodlo vyhlásit nezávislost. Slavnostní Prohlášení nezávislosti přečetl v 16 hodin v Tel Avivu David Ben Gurion. Mezinárodního uznání se Státu Izrael vzápětí dostalo od USA i SSSR.
Jelikož vznikl židovský stát, ale arabský ne, druhý den nato armády pěti arabských států Izrael napadly a rozpoutaly tak první arabsko-izraelskou válku (tu Izraelci nazývají „Válkou za nezávislost“, naopak palestinští Arabové jako An-Nakba, tj. „katastrofa“). Židé se snažili zejména o ubránění celé oblasti, kterou jim přiřkla rezoluce OSN, v čemž jim pomohly i československé dodávky zbraní v dubnu 1948. Dodávky zbraní dohodl ministr zahraničních věcí Jan Masaryk, k dodání došlo až po komunistickém puči, a to přes vyhlášené embargo na vývoz zbraní do Palestiny. J. V. Stalin chtěl za využití Československa narušit zájmy Západu na Blízkém východu. Vedle dodávky zbraní a munice tak Československo poskytlo i vojenský výcvik a operativce. Výcvik v Československu podstoupil například i budoucí prezident Izraele Ezer Weizmann.
OSN se v červnu 1948 podařilo dojednat příměří. Hlavním vyjednávačem, který následně vedl historicky první mírovou misi OSN, byl švédský diplomat Folke Bernadotte. Během příměří se Izraelcům podařilo zkonsolidovat síly a vyzbrojit své jednotky zbraněmi z Československa. Příměří skončilo již 6. července. V nové ofenzívě se Izraelcům podařilo na všech frontách zatlačit Araby. Folke Bernadotte se snažil válku ukončit s přijetím kompromisů na obou stranách (např. chtěl umožnit návrat palestinských uprchlíků). Kvůli tomuto jednání ho izraelští teroristé z Lechi v září 1948 zavraždili. Nahradil jej americký vyjednávač Ralph Bunche.

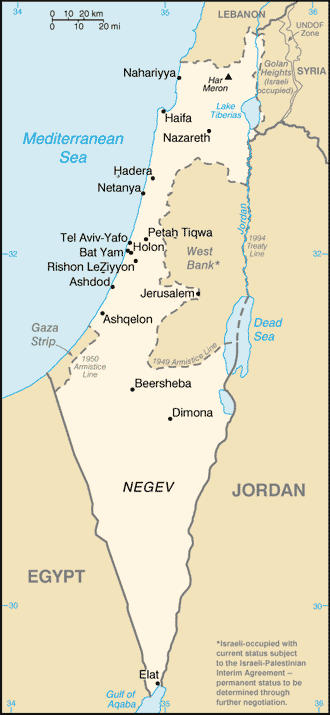
Zelená linie Borderes

Po více než roce bojů bylo vyhlášeno příměří a stanoveny dočasné hranice, známé jako Zelená linie. Jordánsko anektovalo Západní břeh Jordánu včetně Východního Jeruzaléma. Egypt převzal kontrolu nad Pásmem Gazy a vyhlásil tam Všepalestinský protektorát. Izrael obsadil severní Galileu a Negev. Krátce před válkou a během ní došlo k masivnímu vysídlení palestinských Arabů do sousedních arabských zemí, podle odhadů OSN šlo o 711 tisíc Arabů, tj. zhruba 80 % dřívější arabské populace. Palestinští Arabové, kteří uprchli, byli označeni jako uprchlíci bez práva návratu. Podle izraelského narativu arabské země, kde se uprchlíci nachází, nepodnikly žádná opatření vedoucí k jejich začlenění a naopak je udržovaly v uprchlických táborech, využívaly je jako politický trumf a uměle v nich vyvolávaly nenávist vůči Izraeli. Podle narativu arabských zemí uprchlíky odmítly integrovat, jelikož by to oslabilo jejich mezinárodní nárok na vlastní nezávislý stát a oslabilo tak jejich boj. Pro zajištění základních potřeb uprchlíků OSN v roce 1949 zřídila Úřad OSN pro palestinské uprchlíky na Blízkém východě a v rezolucích neúspěšně vyzvala Izrael k povolení návratu válečných uprchlíků do jejich domovů. Palestinští Arabové, kteří zůstali ve svých domovech, postupně získali izraelské občanství a stali se z nich izraelští Arabové. Ačkoliv jim stát Izrael přislíbil rovná práva, až do roku 1966 žili pod stanným právem. Izraelská armáda v letech 1948 až 1949 srovnala se zemí přes 400 palestinských vesnic na území, ze kterého se stal Izrael. Došlo k vymazání arabských místních názvů a konfiskaci půdy a majetků vysídlených Palestinců.

### Poválečná výměna obyvatel

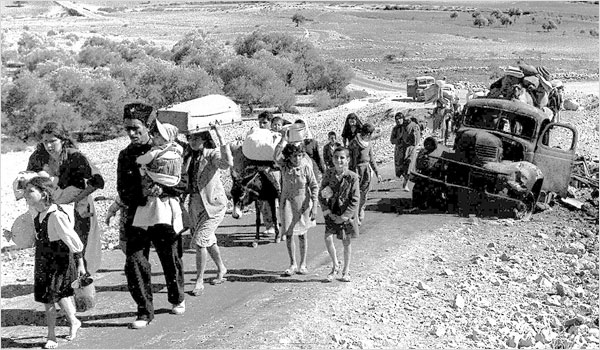
Vysídlení Palestinci (podzim 1948)

Po první arabsko-izraelské válce se demografická skladba obyvatel Izraele výrazně proměnila. Převládla židovská populace a palestinských Arabů ve státě zůstalo jen cca 100 tisíc. Naopak počet Židů přesáhl jeden milion, a to i kvůli zvýšené emigraci Židů z arabských zemí. Ti se po válce a vzniku státu Izrael stali v arabských zemích podezřelými osobami, ačkoliv do té doby nebylo vzájemné soužití zásadně problematické. Izrael následně pořádal přepravu arabských Židů do Izraele (např. operace Létající koberec z Jemenu a operace Ezdráš a Nehemjáš z Iráku; viz také Židovský exodus z arabských zemí).
Po vzniku státu Izrael v něm byla zavedena demokracie se specifickými prvky židovské teokracie a etnokracie. V prvních volbách zvítězila Dělnická strana Izraele (Mapaj) a prvním premiérem se stal David Ben Gurion a prezidentem Chajim Weizmann. Hlavní opozicí byla formace Chérut (bývalý Irgun) pod vedením Menachema Begina. Následující léta byla plná politických i hospodářských krizí.

### Suezská krize, zrod Fatahu a OOP

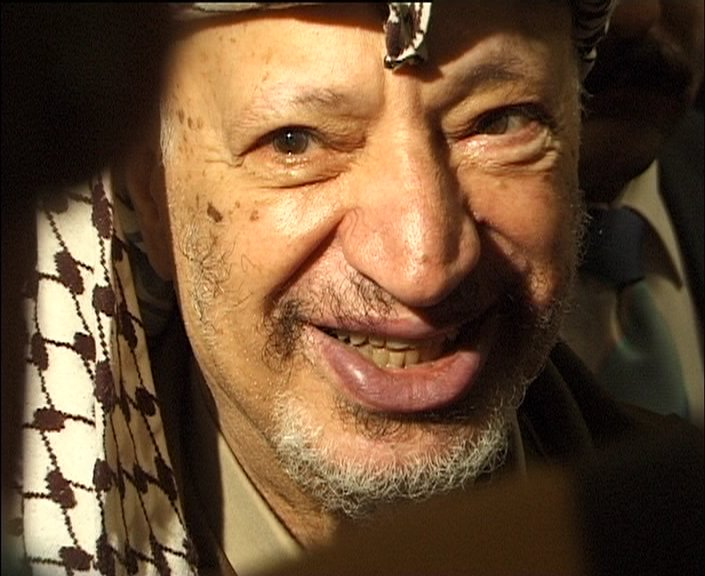
Jásir Arafat byl hlavním zakladatelem Fatahu, který jej vedl až do své smrti v roce 2004

Z území okupovaných Egyptem a Jordánskem do Izraele vyráželi tzv. fedajíni, kteří podnikali útoky na izraelské cíle a obyvatelstvo. Izrael vedl proti Egyptu tvrdé odvety, k čemuž sloužila speciální Jednotka 101 pod velením důstojníka a budoucího premiéra Ariela Šarona. V roce 1956 se situace vyhrotila suezskou krizí, během které Izrael, Spojené království a Francie dobyli Sinajský poloostrov a Pásmo Gazy. Dne 29. října 1956 během suezské krize došlo v obci Kafr Kasim k masakru, kdy Izraelská hraniční policie, která na obec uvalila preventivní zákaz vycházení, zahájila střelbu do arabských vesničanů, kteří se vraceli z práce domů. Při zásahu bylo zabito 43 lidí. Během následné okupace Pásma Gazy izraelská armáda hodlala vymýtit fedajíny a spáchala při tom několik masakrů (například v Chán Júnis nebo v Rafahu). Izraelské síly se ze Sinaje stáhly až po tlaku amerického prezidenta Eisenhowera v březnu 1957. Nahradily je jednotky mise OSN UNEF. Egypt v reakci vyhostil většinu Židů. Do poloviny padesátých let Izrael také přišel o podporu Sovětského svazu, který začal vyzbrojovat arabské státy.
V roce 1959 došlo k založení organizace Fatah. Ta v roce 1965 provedla pod velením Jásira Arafata první teroristický útok. Vedle ní byla v roce 1964 z různých frakcí složena Organizace pro osvobození Palestiny (OOP), jež při svém vzniku deklarovala cíl „dosáhnout zničení Izraele“ a v jejíž Národní chartě se až do počátku 90. let uvádělo, že „ozbrojené povstání je jediný způsob jak osvobodit vlast.“ V tomto období také vzniká označení „Palestinci“, které poprvé použil Jásir Arafat za účelem sjednocení palestinských teroristických organizací, palestinských Arabů, zvýšení nacionálního cítění a nenávisti vůči Izraeli. Fatah se do OOP začlenil v roce 1968 a postupně si v ní zajistil dominantní postavení. Pomohla mu zejména bitva o Karamé, kterou Arafat využil k propagandistickým účelům a vytvoření vlastní aury legendy palestinského boje. OOP vedle bojových akcí financovala také úřednický aparát, propagační materiály, různé instituce a vytvořila systém sociálního zabezpečení. Fathi Arafat, Jásirův bratr, založil Palestinský červený půlměsíc. V OOP vznikla také Palestinská národní rada, což je v podstatě exilový parlament, který v roce 1964 přijal Palestinskou národní chartu.

### Šestidenní válka

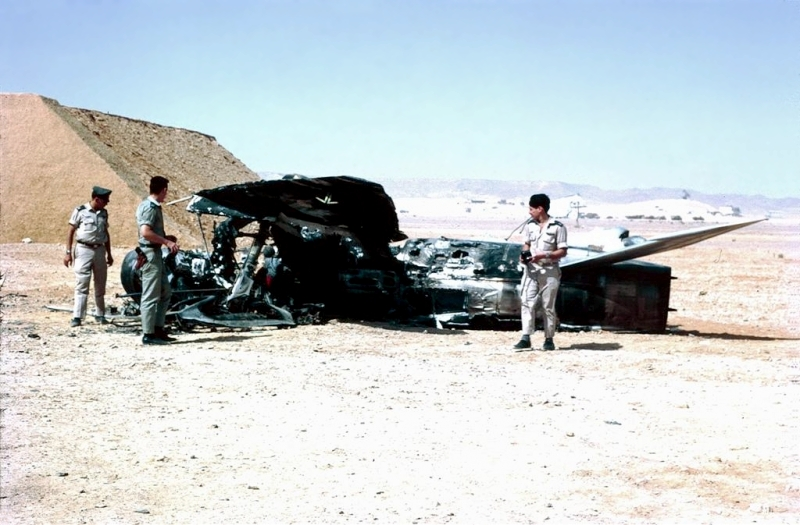
Příslušníci Izraelské armády si prohlížejí trosky arabského MiGu-21 zničeného na letišti Bir Gifgafa na Sinajském poloostrově

V druhé polovině šedesátých let pokračovaly přeshraniční konflikty. Izrael řešil širší arabsko-izraelský konflikt. Sýrie z Golanských výšin ostřelovala izraelská území. V květnu 1967 egyptské vojsko překročilo Suez a vyzvalo jednotky OSN, aby se ze Sinaje stáhly. Protože jednotky OSN výzvu uposlechly, vyhlásil Izrael totální mobilizaci. Poprvé v historii Izraele navíc došlo k vytvoření vlády národní jednoty. Koncem měsíce vznikl egyptsko-jordánsko-syrsko-irácký vojenský pakt a arabské státy začaly přesouvat k izraelským hranicím své jednotky. Válka se zdála nevyhnutelná, ale Sovětský svaz údajně doporučil Egyptu, aby neútočil první. Dne 5. června 1967 se proto Izrael rozhodl zaútočit (pod velením ministra obrany Moše Dajana a náčelníka generálního štábu Jicchaka Rabina), vzdušným útokem zničil celé egyptské, syrské, jordánské a irácké letectvo a během šesti dnů obsadil Pásmo Gazy, Sinajský poloostrov, Západní břeh Jordánu, Východní Jeruzalém a Golanské výšiny. Šestidenní válka vedla k okupaci Pásma Gazy a Západního břehu. Úspěch Izraele vedl k další vlně imigrace Židů a zahájil tvorbu tzv. „velkého Izraele“. Nicméně si Izrael vybudoval také pověst agresora, což odsoudila i Francie coby dlouholetý spojenec sionistů. Prezident De Gaulle uvalil na Izrael zbrojní embargo, čehož Izrael využil k tomu, že se začal orientovat na strategické partnerství s USA.

## 1967–1993

Izrael obsadil po vítězství v šestidenní válce roku 1967 Palestinská území Gazy a Západního břehu, Sinaj, Východní Jeruzalém a syrské Golanské výšiny

V důsledku šestidenní války došlo k dalšímu vysídlení arabského obyvatelstva. Západní břeh a Pásmo Gazy byly obsazeny a spravovány jako vojensky okupovaná území, zatímco Východní Jeruzalém byl v roce 1967 částečně jednostranně anektován a v roce 1980 prohlášen Knesetem za součást státu Izrael. Anexe nebyla mezinárodně uznána a naopak byla odsouzena OSN. Po válce probíhala v Izraeli diskuse, jak naložit se získanými územími. Silně levicové strany požadovaly jejich vrácení, zatímco silně pravicové strany o navrácení odmítaly jednat. Nakonec došlo za levicové vlády Ma'arachu k výstavbě prvních osad na strategických územích podél údolí Jordánu. Po válce došlo k velkým investicím jak v Pásmu Gazy, tak na Západním břehu, a palestinští Arabové z těchto území získali povolení pro práci v Izraeli, takže došlo k plné zaměstnanosti.

### Výstavba židovských osad

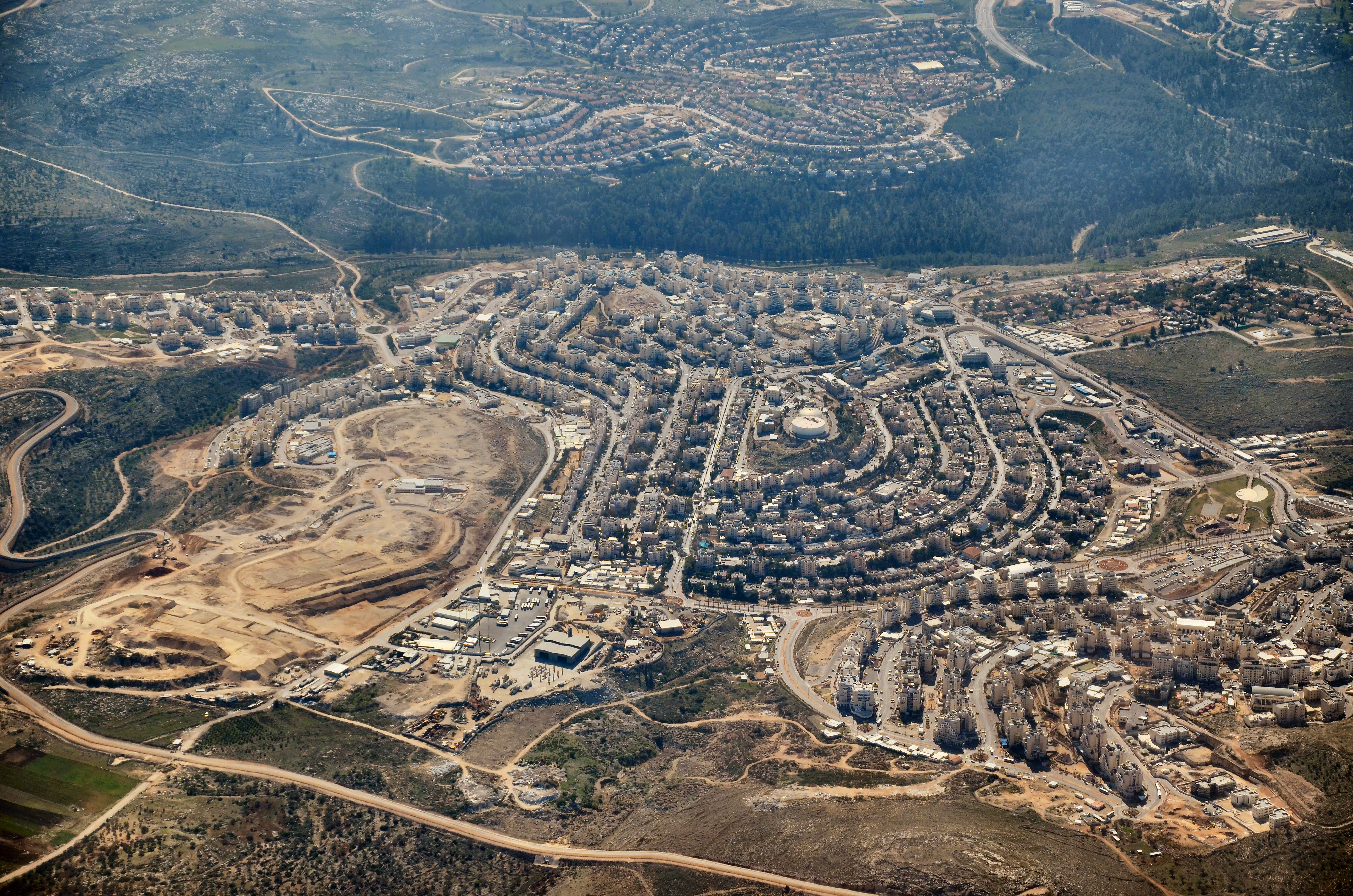
Letecký snímek nejlidnatější izraelské osady Modi'in Ilit s více než 80 000 obyvateli

Po vyhrané Šestidenní válce Izrael neplánoval vrátit dobytá území, naopak na nich zahájil politiku výstavby židovských osad. Původní význam osad byl obranný, proto je také doprovázela výstavba vojenských základen. Brzy byly ale využity i ideologicky. Ortodoxní sionisté v nich viděli úděl osídlování biblického území mimo původní hranice státu Izrael. Vzniklo tak radikální osadnické hnutí Guš emunim, které celou řadu osad založilo nelegálně (např. Elon More, Ofra, Šilo) a dostalo až později zpětnou legitimitu. Osadnický boom vypukl po roce 1977, kdy se k moci dostala pravicová strana Likud. Vlivnou osadnickou reprezentací se stala politická strana Národní náboženská strana (Mafdal). Problematiku cíleného osidlování okupovaných území si začala uvědomovat i řada Židů a vznikla mírová hnutí Guš šalom a Šalom achšav. Pro Palestince osady zase znamenaly další důvod stupňování násilí. Dochází také k zakládání osad kolem Východního Jeruzaléma a k vykupování nemovitostí v arabských čtvrtích. Izraelské osady porušují mezinárodní právo, a to v principech zákazu transferu civilního obyvatelstva na okupované území a zákazu vytváření trvalých změn na okupovaném území, které nejsou ve prospěch místního obyvatelstva.

### Černé září a terorismus
Výstavba osad na okupovaném Sinaji se nelíbila Egyptu, který s Izraelem vedl v letech 1967 až 1970 tzv. opotřebovací válku a požadoval vrácení území. Palestinská věc tak ustoupila na čas do pozadí. Hlavní reprezentací Palestinců se na mezinárodní úrovni stalo Jordánsko s králem Husajnem. V Jordánsku byl velký počet arabských uprchlíků z Palestiny a operovala z něj OOP. Ta ovšem brzy začala Husajnovi přerůstat přes hlavu a tím došlo ke konfliktu mezi ním a Arafatem.
V roce 1970 se v Jordánsku odehrálo tzv. černé září, během něhož se palestinští Arabové pokusili svrhnout a zabít jordánského krále Husajna. Ten následně nařídil zaútočit na sídla OOP a vyhnal tuto organizaci ze země. OOP se přesunula do Libanonu, odkud útočila na Izrael.
K mediálně nejznámějšímu teroristickému útoku došlo během letních olympijských her v Mnichově roku 1972. Došlo při něm k únosu a následnému zavraždění 11 izraelských olympioniků. Izrael odpověděl operací Boží hněv, pokusem izraelské tajné služby Mosad zlikvidovat strůjce mnichovského útoku.
V roce 1974 bylo na sedmém arabském summitu v Rabatu určeno OOP jako jediný legitimní zástupce palestinského lidu. V listopadu téhož roku bylo OOP přizváno Valným shromážděním OSN jako pozorovatel. Mezi další teroristické akce s velkou mezinárodní publicitou patřil únos letounu Air France s izraelskými turisty a jeho odlet do Ugandy. Izraelská speciální komanda Sajeret Matkal však při operaci Entebbe naprostou většinu cestujících osvobodila.
Jak se Arafat a jeho Fatah stávali postupem času pragmatičtějšími, vznikala řada radikálnějších organizací. V sedmdesátých letech byly aktivní teroristické či radikální palestinské organizace víceméně nesouhlasící s politikou OOP. Byly jimi například: Lidová fronta pro osvobození Palestiny (uskutečnili únos letu El Al 426 nebo únos letadla Air France, který vyvolala odvetný zásah operace Entebbe, při němž zemřel Jonatan Netanjahu), Lidová fronta pro osvobození Palestiny - Hlavní velení (provedli jeden z prvních palestinských sebevražedných útoků), Demokratická fronta pro osvobození Palestiny (provedli Ma'alotský masakr), Organizace Abú Nidala (při svých útocích zabili až 900 lidí) nebo Černé září (spáchali Mnichovský masakr). Sám Arafat v roce 1974 poprvé vystoupil na zasedání Valného shromáždění OSN a začal být na mezinárodní úrovni vnímán jako vůdce Palestinců.

### Jomkipurská válka
- Ve směru hodin ze shora vlevo:
- Izraelské tanky překračují Suez
- Izraelský Nešer, varianta Mirage V nad Golanskými výšinami
- Modlící se izraelský voják na Sinaji
- Izraelští vojáci evakuují raněné
- Egyptští vojáci vztyčují vlajku Egypta na bývalé izraelské pozici na Sinaji
- Egyptští vojáci s portrétem Anvara Sádáta

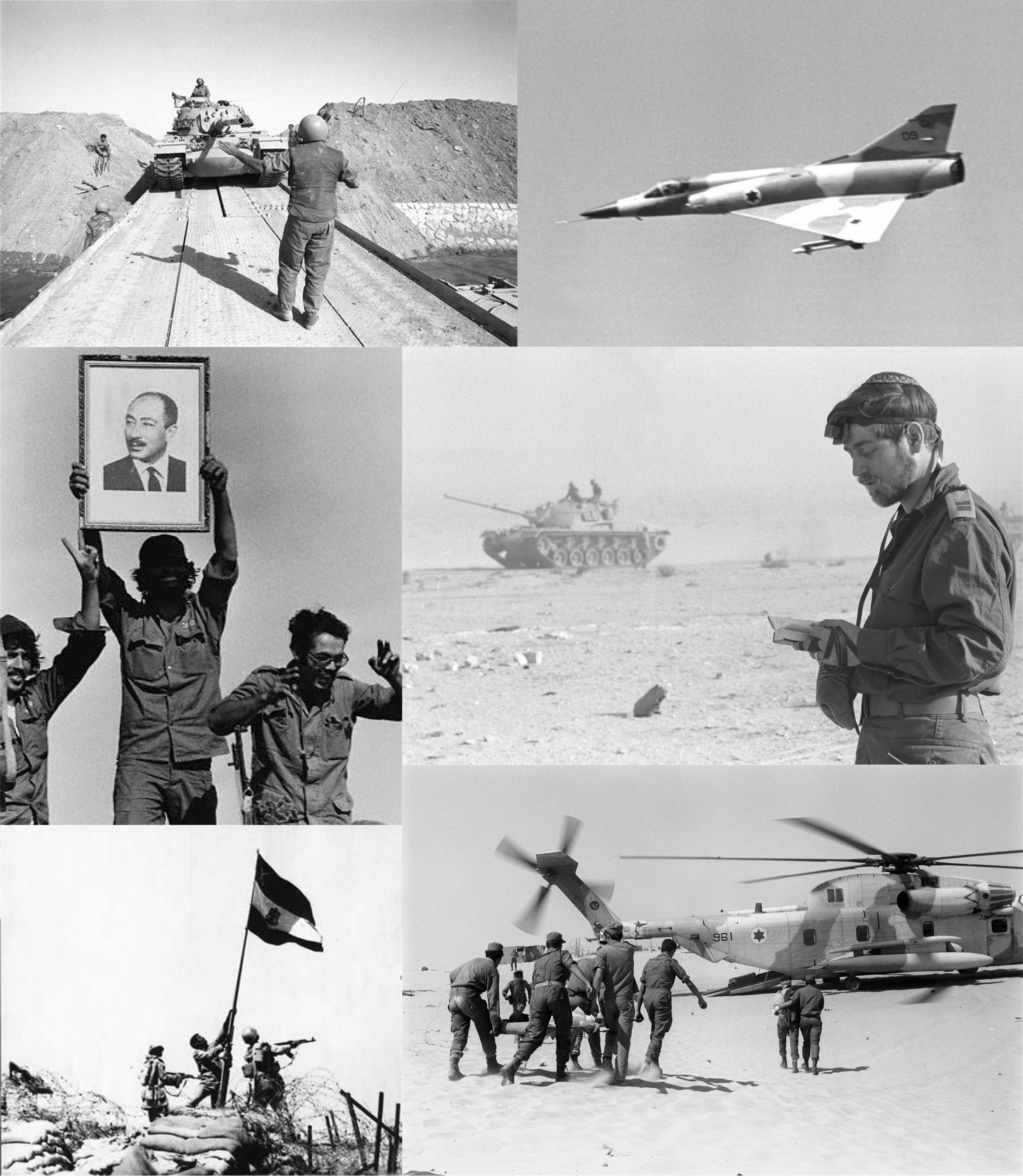

V říjnu 1973 na židovský svátek Jom kipur vypukla nová válka Izraele s Egyptem, kterou tentokrát zahájil Egypt. Ačkoli byl Izrael útokem zaskočen, po dodávce zbraní z USA se mu podařilo, pod velením generála Šarona, dobýt Suezský průplav. Příměří bylo uzavřeno pod patronátem USA v listopadu 1973. Americký ministr zahraničních věcí Henry Kissinger následně vyjednal klid zbraní a rozmístění jednotek OSN UNDOF na Golanských výšinách. Izraelský úspěch ve válce a pokračující koloběh násilí nahrával tvrdým opatřením, které navrhovala pravicová strana Likud. Ta posílila ve volbách 1973 a k moci se dostala v roce 1977. Likud a egyptský prezident Anvar as-Sádát za patronátu amerického prezidenta Jimmyho Cartera uzavřeli dohody z Camp Davidu, které vedly k egyptsko-izraelské mírové smlouvě. Palestina zde byla řešena jen okrajově. Izraelci dohody brali negativně, ale Likud tvrdil, že obětoval Sinaj, který se navrátil Egyptu, za klid na osídlování Západního břehu Jordánu. Dohody považovali za zradu i Arabové. Egypt byl dočasně vyloučen z Ligy arabských států a radikální egyptští islamisté spáchali v roce 1981 úspěšný atentát na Anvara as-Sádáta.

### Invaze do Libanonu
OOP se po vyhnání z Jordánska (v letech 1970 až 1971) přesunula do jižního Libanonu. V důsledku útoků OOP z jižního Libanonu na Izrael došlo koncem 70. a počátkem 80. let ke konfrontaci. V Libanonu konflikt vyhrocovala křesťanská strana Katáib (nazývaná Falangistická strana), která usilovala o vyhnání OOP ze země. Vzájemné útoky libanonských křesťanů a Palestinců vyvolaly občanskou válku. Falangisté během války zmasakrovaly několik uprchlických táborů Palestinců. V roce 1978 spáchal Fatah v Izraeli masakr na pobřežní silnici. Izrael ihned poté spustil operaci Lítání (vpád do jižního Libanonu), kdy IOS zatlačily jednotky OOP až za řeku Lítání. Operace Lítání stála život 2000 lidí a 100 tisíc osob bylo evakuováno. Rada bezpečnosti OSN následně vyzvala Izrael ke stažení vojsk a vytvořila jednotky UNIFIL. Izrael výzvu uposlechl a stáhl se. Vliv v oblasti si ale zachoval podporou Jiholibanonské armády (JLA), která na oplátku střežila hranici s Izraelem. Po dočasné stabilizaci se situace znovu vyhrotila po roce 1981. OOP stále častěji útočila na JLA a obnovila i ostřelování izraelských měst (např. Kirjat Šmony nebo Naharije). Americký diplomat Philip Habib v červenci 1981 v oblasti vyjednal křehké příměří. Nicméně radikální ministři v izraelské vládě (zejm. toho času již ministr obrany Ariel Šaron) a někteří generálové (zejm. Rafa'el Ejtan) volali po vojenském úderu proti OOP. Záminkou se stal atentát na izraelského velvyslance Šlomo Argova z června 1982. Ten sice nespáchala OOP, ale organizace Abú Nidala, nicméně premiér Begin situace využil pro invazi do Libanonu (v Izraeli nazývaná „operace Mír pro Galileu“). Cílem mise bylo vyhnat OOP z Libanonu. Izraelci také deset týdnů ostřelovali Bejrút, přičemž 90 % obětí byli civilisté. Další příměří opět vyjednal Philip Habib. OOP se pod mezinárodním dohledem začala stahovat z Libanonu. Válka byla ukončena v září 1982. Vyžádala si životy téměř 18 tisíc Libanonců, převážně civilistů. Brzy poté ale byl zavražděn nově zvolený proizraelský prezident Libanonu Bašír Džamáíl a izraelská armáda znovu obsadila několik oblastí v Libanonu. Falangisté v odvetě provedli masakr v palestinských uprchlických táborech Sabře a Šatíle (v září 1982). Přítomná izraelská armáda nezasáhla. Izraelská invaze do Libanonu vedla k seskupení radikalizovaného libanonského islamistického hnutí odporu Hizballáh (celým názvem Islámský odpor v Libanonu).
V roce 1982 došlo v Bejrútu izraelskou armádou k poškození a zabavení prvního palestinského archivu Palestinského výzkumného centra (zřízeného OOP) a v roce 1983 při teroristickém útoku Fronty za osvobození Libanonu od cizinců ke zničení jeho sídla a zabití osmnácti lidí. V roce 1982 archiv čítal 25 tisíc archiválií o palestinské historii a kultuře.
Válka a následná izraelská vojenská přítomnost v Libanonu vedla k velkým protestním hnutím v Izraeli. Proti invazi do Libanonu protestovaly statisíce Izraelců. Masakr v Sabře a Šatíle vyvolal masivní demonstraci, které se účastnila desetina ze všech Izraelců. K vyšetření masakru byla sestavena Kahanova komise a následně byl Ariel Šaron odvolán z funkce ministra obrany. Nikdo jiný ale potrestán nebyl. V Izraeli situace vedla ke střetům odpůrců války s radikálními nacionalisty a náboženskými sionisty včetně osadníků z Guš emunim.

### První intifáda

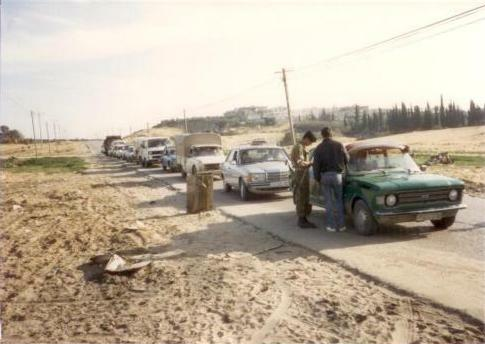
Zátaras IDF před městem Džabálijí v pásmu Gazy, únor 1988

V osmdesátých letech bylo velení OOP v exilu v Tunisku, kde bylo do značné míry odříznuto od dění v Izraeli. Na druhou stranu se Arafat a další zaměřili na hledání mezinárodní podpory, kterou západní státy podmiňovaly zahájením mírových rozhovorů. Toto smírčí jednání vedlo k vzrůstu počtu radikálních skupin Palestinců i Izraelců. V polovině osmdesátých let způsobila několik útoků palestinská polovojenská organizace Síla 17. Násilí využil Izrael k odvetnému leteckému útoku na exilové velení OOP v Tunisku v rámci operace Dřevěná noha. Operace dostala podporu pouze USA, například západní Evropa ji odsoudila. Útok si vyžádal další odvetu ze strany Palestinské osvobozenecké fronty, která provedla únos výletní lodě Achille Lauro.
Poté, co byl v říjnu 1986 v čele Izraele vystřídán Šimon Peres, který byl otevřenější jednání o míru, Jicchakem Šamirem, došlo k dalšímu stupňování napětí. V roce 1987 začalo další kolo oboustranného teroru. U Palestinců se začala projevovat neutěšená ekonomická situace (vysoká nezaměstnanost, omezování pohybu Izraelci, bourání palestinských domů, zábor území pro židovské osady apod.). Na izraelské straně byla aktivní teroristická uskupení, jako například Židovské podzemí. V téže době se do parlamentu dostala radikální rasistická strana Kach zastávající kahanismus s heslem „teror proti teroru“.  Násilí a perzekuce se koncem 80. let projevilo palestinským lidovým povstáním zvaným první intifáda. První intifáda, která se také někdy označuje jako „válka kamenů“, byla vyvrcholením trvalého napětí mezi palestinskými Araby. Rozbuškou se stala dopravní nehoda, při které zahynulo několik Arabů. Následné násilí a nepokoje se brzy z Pásma Gazy přesunuly i na Západní břeh. Oficiálně byla intifáda vedena OOP, ve skutečnosti však byl sám Arafat intifádou překvapen a využil povstání pro politické účely. V této intifádě většinou nedocházelo k ozbrojeným bojům. Palestinské akce zahrnovaly porušování veřejného pořádku, demonstrace, generální stávky, bojkoty, házení kamenů, zapalování pneumatik, graffiti, barikády a pouze občas byly zaznamenány skutečné teroristické akce, při nichž došlo k používání Molotovových koktejlů či granátů. Nicméně zaskočený Izrael zareagoval tvrdou silou. Celkem zemřelo přes 1100 Palestinců a 160 Izraelců. Další tisíce byly zraněny. Izrael si vysloužil kritiku za tvrdé potlačení povstání včetně vysokého počtu mrtvých mladistvých.
Násilí vedlo ke vzniku a rozmachu radikálních palestinských islamistických hnutí, která začala oproti exilové OOP sklízet úspěch přímo v Pásmu Gazy a na Západním břehu. Šlo o organizace Hamás (Hnutí islámského odporu) a Palestinský islámský džihád. Ty vedle teroristických útoků (a cíle svržení Státu Izrael a zavedení islamismu) měly také civilní složky, které se od začátku zabývaly charitou a sociálními službami pro Palestince na okupovaných územích.

## 1993–2000

### Mírová jednání
V roce 1988 se jordánský král Husajn oficiálně vzdal nároku na Západní břeh ve prospěch Palestinského státu, čímž pominula dlouholetá idea Izraele o přesunu Palestinců do Jordánska. V důsledku v listopadu 1988 Palestinská národní rada (PNR) vyhlásila založení samostatného Palestinského státu. PNR současně přijala dřívější rezoluce Rady bezpečnosti OSN a přihlásila se tím k možnosti mírových jednání s Izraelem. Tento postup vzbudil odpor u radikálních Palestinců, zejména u Hamásu, který začal silně posilovat svůj vliv mezi Palestinci. Nezávislost Palestinského státu následně uznaly desítky států, zejména arabské země, ale také Sovětský svaz, Čína, Indie, Řecko nebo Československo. V prosinci 1988 Arafat veřejně odmítl terorismus a násilí. S nástupem George Bushe staršího se také otevřela jednání mezi OOP a USA. Izrael ovšem mírová jednání dále bojkotoval nabízením nerealistických návrhů. Po konci studené války došlo k revizi zahraniční politiky USA a například po roce 1990 začaly kritizovat osadnickou politiku Izraele. Arafat se v patové situaci začal orientovat zejména na Irák pod vládou Saddáma Husajna.
Během války v Zálivu byla podpora arabských států pro americkou operaci Pouštní bouře podmíněna zákazem zapojení Izraele, ten proto musel čelit několika případům ostřelování raketami z Iráku, aniž se mohl bránit. Tuto nevýhodu mu ale Spojené státy vynahradily finančně. Po vyhrané válce se stal pro Američany mír mezi Izraelem a Palestinou hlavním cílem diplomacie na Blízkém východě.

### Madridská konference a propad Likudu

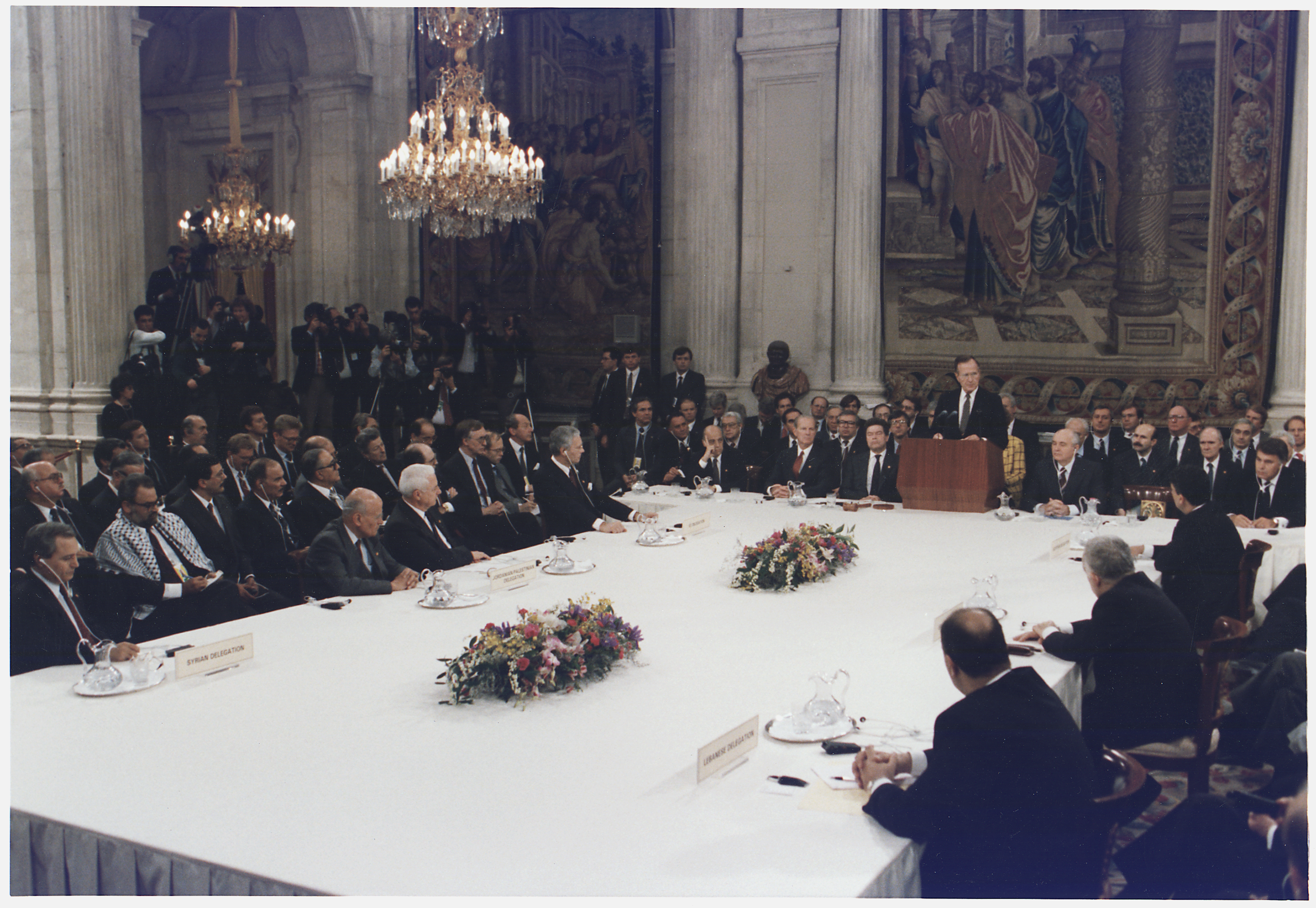
Prezident USA George H. W. Bush promlouvá na mírové konferenci v královském paláci v Madridu ve Španělsku.

Na začátku devadesátých let byla Palestina vyčerpaná pokračující intifádou a dlouholetým tvrdým postojem vládní strany Likud. Intenzivně pokračoval rozmach osad na okupovaných územích (v této době tam bylo usídleno již přes 100 tisíc Izraelců). 
Během 90. let se konalo množství mírových konferencí. První se uskutečnila po válce v Zálivu roku 1992 a nazývala se Madridská konference. Ta byla průlomová tím, že se poprvé u jednoho stolu sešly znepřátelené strany, jejichž představitelé zde spolu přímo hovořili poprvé od první arabsko-izraelské války (1948). Jednání se ovšem na příkaz Izraele nemohli účastnit zástupci OOP, ale pouze zástupci občanů okupovaných území. Během roku 1992 docházelo k přímým schůzkám mezi Izraelci a Araby v různých městech po celém světě. V důsledku konference a zhoršující se ekonomické situace Izraele padla Šamirova vláda a byly vyhlášeny předčasné volby. V červnu 1992 ve volbách vyhrála Strana práce pod vedením Jicchaka Rabina, která se tak k moci zcela vrátila poprvé od roku 1977. Po odchodu Likudu do opozice podal Šamir demisi a lídrem strany se stal Benjamin Netanjahu.

### Dohody z Osla

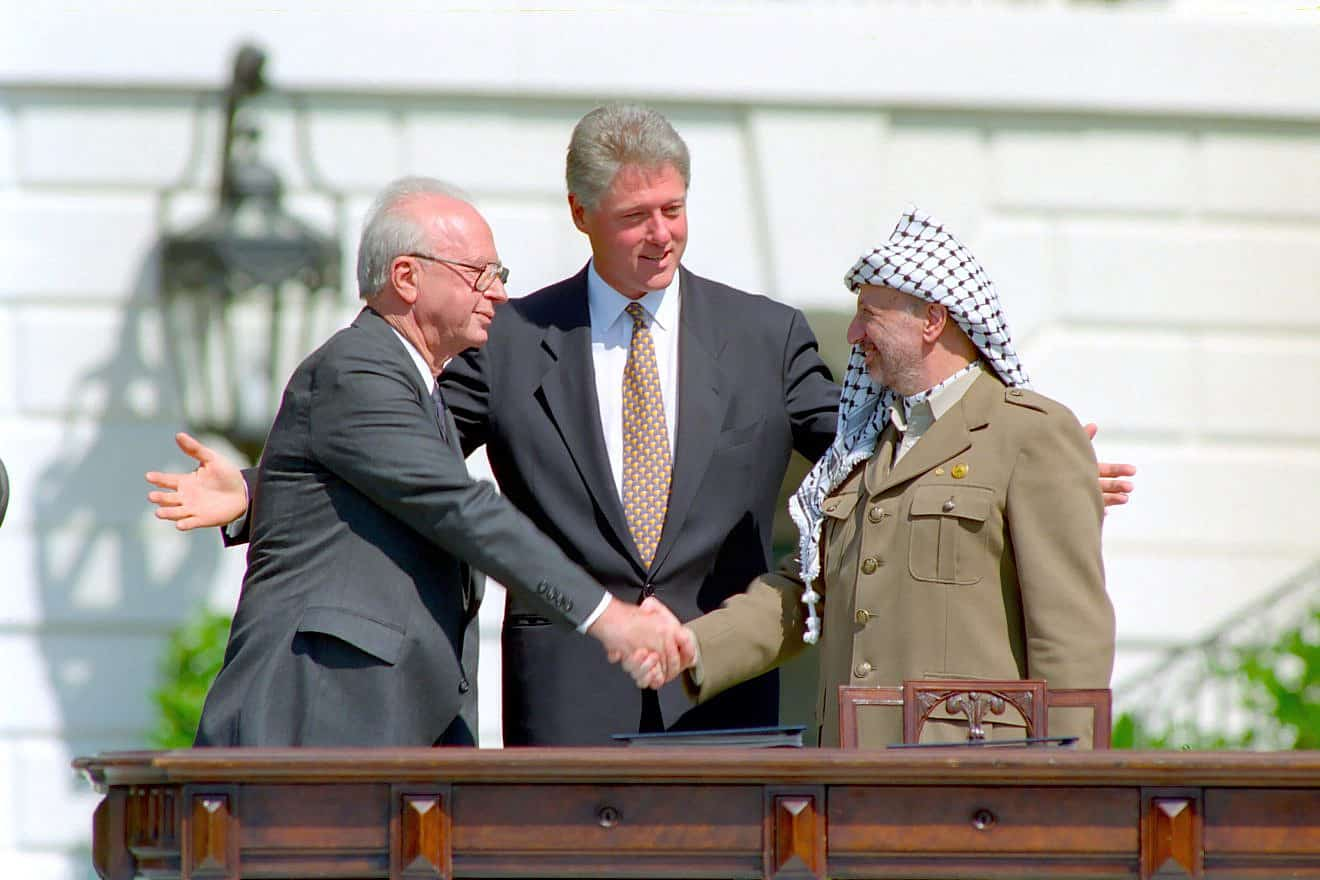
Jicchak Rabin, Bill Clinton a Jásir Arafat po podepsání Mírových dohod z Osla ve Washingtonu 13. září 1993

Rabinova vláda se mnohem více otevírala kompromisu. V roce 1992 se navíc prezidentem USA stal demokrat Bill Clinton, který během výkonu své funkce velmi intenzivně řešil situaci na Blízkém východě. V téže době se ovšem opět vystupňovalo vzájemné násilí. K dalšímu kolu jednání došlo v roce 1993, kdy se coby zprostředkovatel nabídlo Norsko (zejména ministr zahraničních věcí Johan Jørgen Holst). Delegace Norska tak zahájila v Oslu tajné rozhovory Izraelců s OOP. Rozhovory vedli izraelský diplomat Josi Bejlin a za Palestince Mahmúd Abbás.
Tzv. Mírová dohoda z Osla byla podepsána 13. září 1993 ve Washingtonu. Z ní vyplývalo, že má být po přechodnou dobu pěti let na území Západního břehu a Pásma Gazy ustanovena Palestinská samospráva. Za uzavření míru dostali Jásir Arafat spolu se Šimonem Peresem a Jicchakem Rabinem Nobelovu cenu za mír v roce 1993.
Podepsání dohod z Osla narazilo na obou stranách na odpor radikálů, což mírový proces značně zkomplikovalo. Na palestinské politické scéně začala sílit opozice, a to zejména Hamás a Palestinský islámský džihád, která se proti Organizaci pro osvobození Palestiny a Smlouvám z Osla začala vymezovat. V Izraeli se proti smlouvě vymezila strana Likud a další pravicová uskupení. V únoru roku 1994 radikální židovský osadník Baruch Goldstein spáchal masakr v Jeskyni patriarchů, což spustilo další vlnu násilí. Sám Jicchak Rabin byl 4. listopadu 1995 na mírové manifestaci zavražděn pravicovým židovským radikálem Jigalem Amirem. Amir argumentoval, že v důsledku mírových dohod byl Rabin halachisticky obviněn duchovními z předání území nepříteli, za což mu patří zabití bez práva na soud. Výbuškou nevole mezi Izraelci byla tzv. Přechodná dohoda (neboli Oslo II) ze září 1995. V ní došlo k rozdělení Západního břehu na tři zóny, které měly určovat různou samosprávu pro Palestince. Reálně si však mohli spravovat jen zhruba 3,5 % území (zejm. města Rámaláh, Betlém, Dženín a další).
Izrael současně začal s výstavbou hraniční bariéry kolem Pásma Gazy.

### Hebronský protokol, Memorandum od Wye River

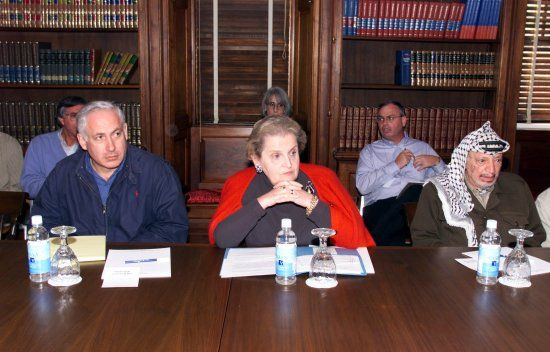
Izraelský premiér Benjamin Netanjahu (vlevo), ministryně zahraničí USA Madeleine Albrightová a Jásir Arafat při schválování memoranda od Wye River, říjen 1998

Po vraždě Jacchika Rabina se premiérem Izraele stal Šimon Peres. Jeho vláda se soustředila na naplnění dohody Oslo II. Izrael umožnil konání prvních voleb do palestinského parlamentu. Volby roku 1996 na území Západního břehu i v Gaze přesvědčivě vyhrál Arafatův Fatah, a to i proto, že největší opozice – Hamás – volby bojkotovala. Arafat byl také zvolen prvním palestinským prezidentem. Nicméně správa Fatahu se brzy poté začala projevovat korupcí a zpronevěrami financí. Hamás celý mírový proces neuznal a pokračoval v sebevražedných útocích, čehož politicky využívala izraelská opozice. Peres se také soustředil na mírová jednání se Sýrií a musel se vypořádat s dalšími útoky libanonského Hizballáhu. Ty se pokusil potrestat nepříliš úspěšnou operací Hrozny hněvu.
Neutěšená politická situace a nově zavedená přímá volba premiéra vedla v roce 1996 k vítězství Benjamina Netanjahua, a to i přes celkové vítězství Strany práce. Ten si na svou stranu přiklonil ultraortodoxní Židy (charedim). Netanjahu vytvořil širokou koaliční vládu Likudu s Národní náboženskou stranou, stranou Šas, Jisra'el ba-alija a Třetí cestou. Vzestup vlivu ultraortodoxních Židů vyděsil sekulární Židy, což vyvolalo společenské pnutí. Mírový proces se poté velmi zpomalil. Netanjahu byl odpůrcem územních kompromisů, nicméně i přesto byly za jeho funkčního období podepsány dvě důležité dohody, a to Hebronský protokol a Memorandum od Wye River. První znamenala předání většiny posledního velkého palestinského města Arabům (Hebronu) a druhá pak předání 13 % Západního břehu Palestincům. Ústupky, ačkoliv byly opět jen dílčí, způsobily nevoli mezi Izraelci. Další ranou pro Netanjahua byla korupční aféra kolem Roniho Bar-Ona a neúspěšné operace Mosadu v Jordánsku.

### Summit v Camp Davidu
V roce 1999 vystřídal Netanjahua labouristický Ehud Barak. Za jeho funkčního období došlo ke konání několika mírových konferencí (nejznámější z nich v Camp Davidu v roce 2000, kterou opět svolal Bill Clinton), ale žádná z nich nebyla úspěšná. Barak v jednáních nabídl historické ústupky, avšak Arafat nabídku odmítl. Důvodem bylo, že nabídka byla stále nevýhodná pro Palestinu (neřešila návrat palestinských uprchlíků, zachovávala izraelské osady pod správou Izraele, Palestina nesměla mít armádu). Barak vedle toho po desetiletích stáhl jednotky Izraele z Libanonu a pokusil se vyjednat návrat okupovaných Golanských výšin Sýrii, z čehož ale nakonec pro negativní veřejné mínění v Izraeli upustil.
Po ztroskotání jednání vypukla druhá intifáda. Příčinou bylo dlouholeté napětí a koloběh násilí. Rozbuškou se stal výstup Ariela Šarona z Likudu (za doprovodu tisíce policistů) na Chrámovou horu (posvátné místo muslimů, které dle jeruzalémského náboženského ujednání bylo Židům zapovězeno). Podle Palestinců tak šlo o cílenou provokaci.

## 2000 – současnost

### Druhá intifáda

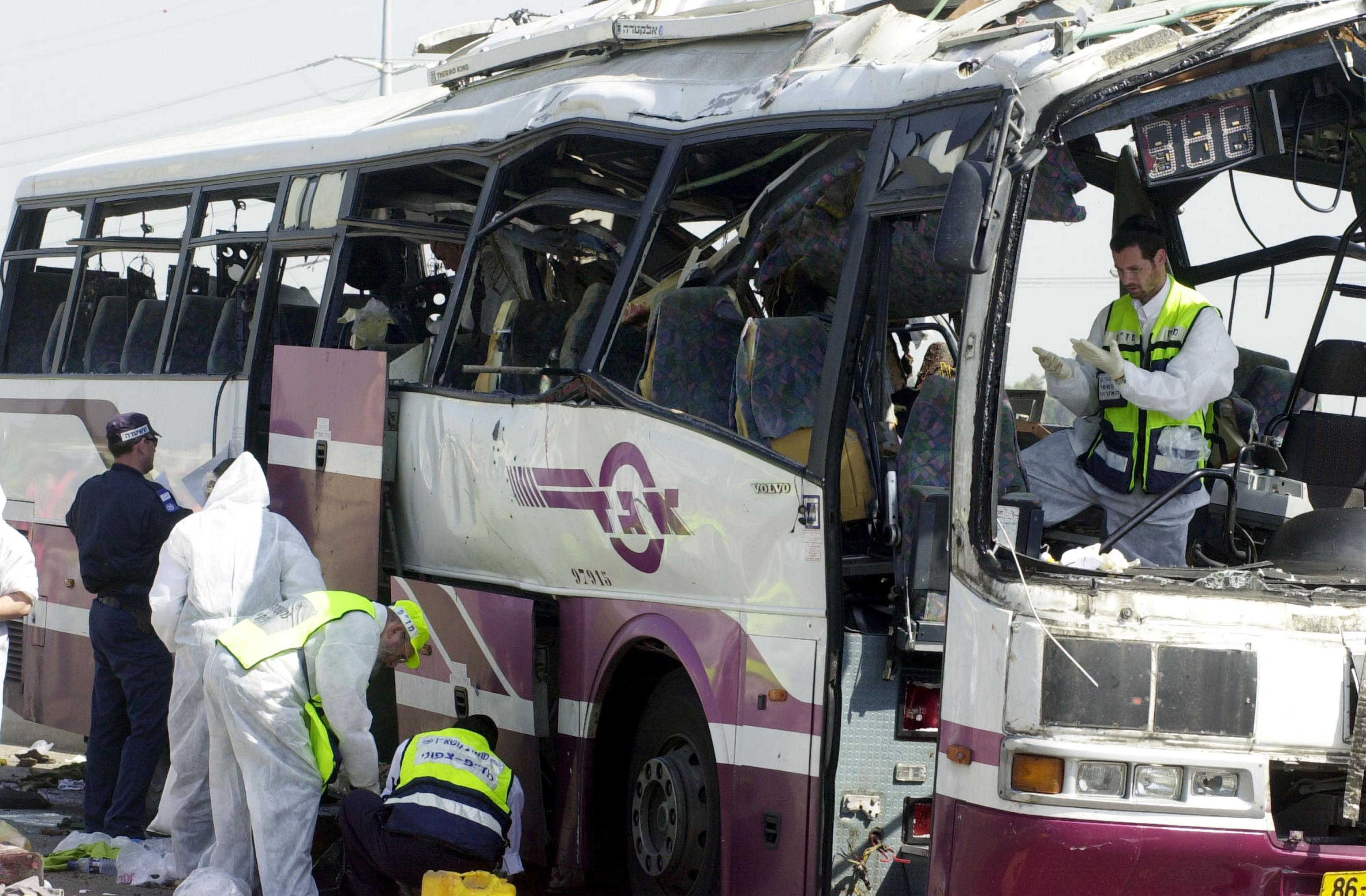
Vrak autobusu Eged 960, ve kterém se v obci Jagur odpálil palestinský sebevražedný atentátník

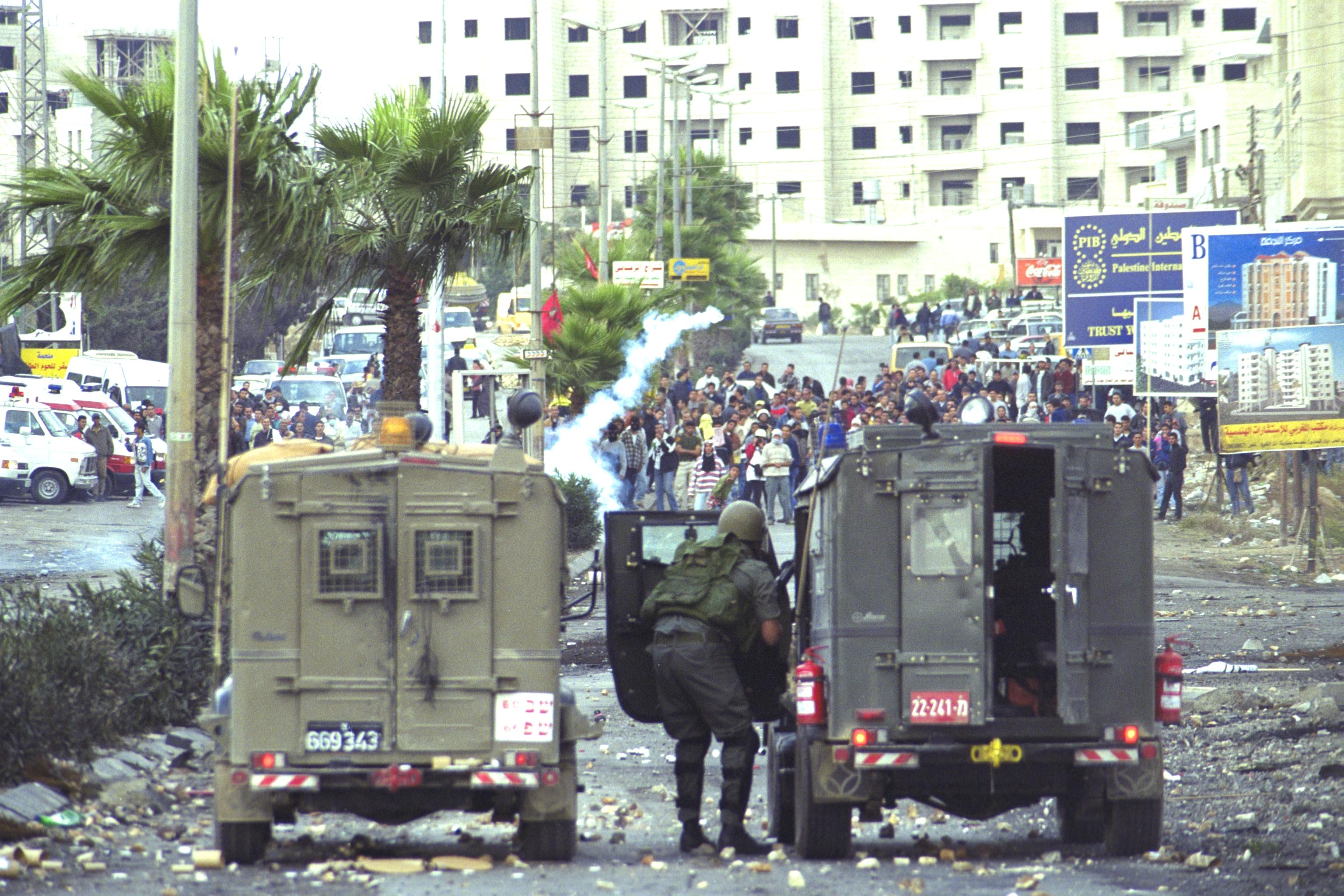
Palestinci při střetech s bezpečnostními silámi Izraele poblíž Ramaláhu

V srpnu 2000 vypukla druhá intifáda (neboli intifáda al-Aksá). Podobně jako první intifáda byla výsledkem dlouhodobé frustrace palestinských Arabů. Vedou se spory, zda se jednalo o organizované vypuknutí nepokojů, či zda bylo samovolné. Mezi příčiny se kromě neúspěchu izraelsko-palestinských vyjednávání a cesty Ariela Šarona na Chrámovou horu řadí také recese palestinské ekonomiky, vysoká nezaměstnanost, výstavba izraelských osad včetně výstavby předměstí ve Východním Jeruzalémě. Velkou roli během této intifády hrála média. Mezi nejvíce mediálně známé obrazy patřilo zabití dvanáctiletého palestinského chlapce při přestřelce v Gaze (30. 9. 2000) údajně příslušníkem izraelské armády a zlynčování a umlácení dvou izraelských záložníků v Ramalláhu (12. 10. 2000). Na obou stranách konfliktu se objevily nové způsoby boje. Mezi palestinské patřily sebevražedné bombové atentáty na izraelské občany a po stažení Izraele z Gazy v roce 2005 také raketové ostřelování jihoizraelských měst. Izrael zahájil taktiku mimosoudní fyzické likvidace. Ta fakticky znamenala, že byli vybraní palestinští teroristé likvidováni raketami vypálenými z izraelských vrtulníků. Názory na konec intifády se různí. Někteří za její konec pokládají smrt Jásira Arafata v listopadu 2004, jiní závěrečný summit v Šarm aš-Šajchu, kde 8. února 2005 představitelé Izraele, Palestinců, Egypta a Jordánska vyhlásili příměří, jiní ji považují za neukončenou.
Mír mezi Izraelem a Palestinou se v roce 2000 ještě naposledy pokusil vyjednat Bill Clinton, který v říjnu 2000 svolal summit v Šarm aš-Šajchu, na jehož základě byla vytvořena komise pod vedením amerického senátora George J. Mitchella. Ta představila plán na sjednání míru, na nějž ale nakonec nedošlo. V lednu 2001 se konala poslední jednání mezi Izraelem a Palestinou v Tabě. Opět byla neúspěšná. Následně se Ehud Barak z jednání stáhl, protože se blížily volby. V USA byl navíc zvolen nový prezident, republikán George W. Bush, který o tento konflikt zprvu nejevil přílišný zájem.
V roce 2001 se konaly předčasné premiérské volby, v nichž zvítězil Ariel Šaron, který vytvořil vládu národní jednoty. Sám Šaron byl odpůrce mírových jednání, přesto ale plnil mezinárodní očekávání a oficiálně mírová jednání inicioval, a to prostřednictvím svého syna Omriho Šarona. Kvůli většímu násilí a ničivosti druhé intifády měla také více obětí (3 491 zabitých Palestinců a 973 zabitých Izraelců). Po Pesachovém masakru na jaře 2002 Izrael spustil odvetnou operaci Obranný štít. Ta zahrnovala útok izraelské armády na uprchlický tábor Dženín. Izraelský útok odsoudila rezoluce Valného shromáždění OSN. Kontroverzní byly také mimosoudní fyzické likvidace členů Hamásu a jiných radikálních skupin, včetně duchovního vůdce Hamásu Ahmeda Jásina upoutaného na invalidní vozík. Na sklonku roku 2003 zorganizovali opoziční izraelští a palestinští politici Josi Bejlin a Jásir Abed Rabbo v Ženevě alternativní mírová jednání, z nichž vzešly tzv. Ženevské dohody. Kompromisní řešení, umožňující mj. návrat palestinských uprchlíků do nového palestinského státu, však nebyly oficiálními představiteli států přijaty. V roce 2004 spustil Izrael operaci Duha, jejímž cílem byla likvidace teroristické infrastruktury a pašeráckých tunelů v Gaze. Těmi do Gazy proudily potraviny, léky a zbraně.
Arafat strávil většinu období intifády ve svém sídle v Rámaláhu, jelikož na něj Izrael uvalil domácí vězení. Řadu operací či útoků tak zkrátka nemohl naplánovat nebo se do nich zapojovat, čímž mezi Palestinci opět ztrácel relevanci. V říjnu 2004 byl vrtulníkem převezen do Francie k lékařskému zákroku. V listopadu přišla zpráva, že se jeho stav zhoršil a následně zemřel. Palestina tím ztratila vůdce, který stál v čele státu, strany Fatah i OOP. V lednu 2005 se konaly demokratické volby, ve kterých byl novým prezidentem státu Palestina zvolen Mahmúd Abbás. Hamás tyto volby opět bojkotoval. Ve stejné době probíhaly v Palestině komunální volby, které se zapsaly do dějin tím, že se do nich poprvé zapojil i Hamás. Na Západním břehu skončil za Fatahem, ale v Pásmu Gazy přesvědčivě zvítězil. V lednu 2006 se poté konaly parlamentní volby do Palestinské legislativní rady, ve kterých na podíl hlasů těsně zvítězil Hamás se ziskem 44,45 % hlasů. Díky volebnímu systému ale získal většinu mandátů. Výsledky voleb vedly ke střetu ozbrojených složek Fatahu a Hamásu, které málem vedly k palestinské občanské válce. Začátkem roku 2007 byli představitelé znepřátelených stran pozváni do Mekky pod patronátem saúdskoarabského krále Abdala Alláha bin Abdala al-Azíze. Na základě tohoto jednání bylo uzavřeno příměří a sestavena společná vláda národní jednoty. Brzy poté bylo ovšem příměří porušeno a svár v červnu 2007 vyvrcholil převzetím moci Hamásem v Pásmu Gazy. Na to reagoval Fatah vypovězením vlády národní jednoty a převzetím moci na Západním břehu Jordánu. V Palestině tak de facto začalo dvojvládí.

### Výstavba bezpečnostní bariéry a stažení z Pásma Gazy

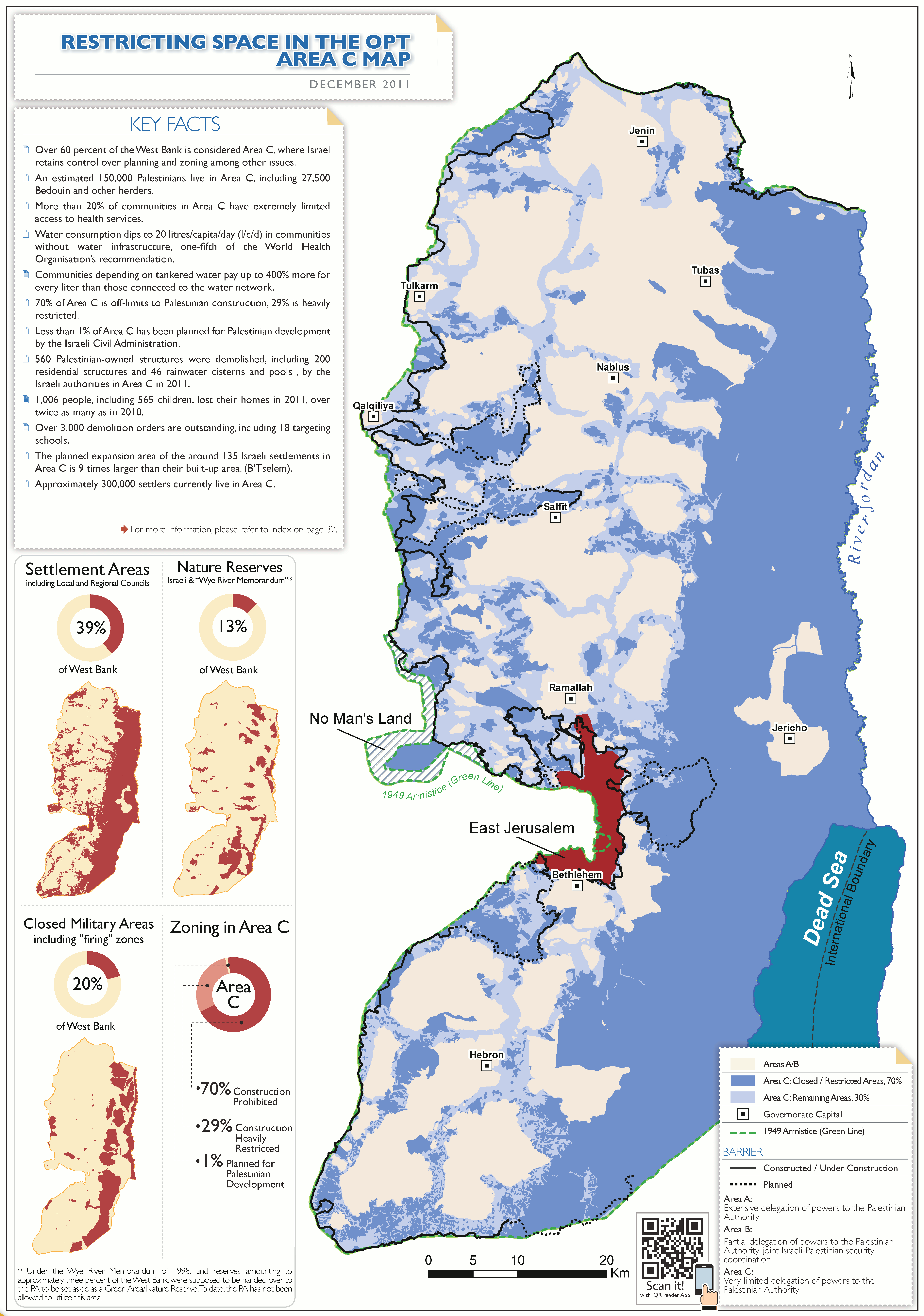
Bezpečnostní bariéra kolem Západního břehu v roce 2011. Území pod správou Izraele jsou modrá, území pod palestinskou samosprávou jsou světlá.

Na jaře 2002 začala výstavba separační bariéry, jejíž výstavbu Izrael prezentoval jako zeď proti teroristům. Šaronova vláda však šla hlouběji do Palestinského území, než byla zelená linie, čímž vyvolala podezření, že cílem bylo připojit k Izraeli některé židovské osady.
V roce 2004 Mezinárodní soudní dvůr v Haagu v rozsudku uvedl, že výstavba bezpečnostní bariéry je ilegální a porušuje mezinárodní právo. Její výstavbou na palestinském území se Izrael dopustil ilegální konfiskace půdy a majetků a současně dané území de facto anektoval. Soud současně nařídil Izraeli zboření zdi. Izrael rozsudek odmítl. Podpořily ho také Spojené státy americké.
Po vítězných volbách v roce 2003 vytvořil Šaron pravicovou vládu, která je označovaná jako jedna z nejnacionálnějších v izraelských dějinách. Navzdory tomu překvapivě prosadil v roce 2005 jednostranné stažení z Pásma Gazy, které vedlo k rozštěpení Likudu. Po stažení Izraelců však Gaza měla zůstat závislá na dodávkách energií a vody z Izraele. Izrael měl také ovládat pobřeží a vzdušný prostor. V září 2005 došlo k evakuaci všech Izraelců a izraelské armády z Pásma Gazy a severního Samařska. Šaron posléze odešel z Likudu a založil centristickou stranu Kadima, která měla v rámci územních ústupků rychle vyřešit izraelsko-palestinský konflikt. Poté, co vyvolal předčasné volby, však utrpěl mozkovou mrtvici, po níž upadl do kómatu, z něhož se neprobral. Šarona následně v čele Likudu opět nahradil Benjamin Netanjahu.

### Vojenské operace proti Hamásu

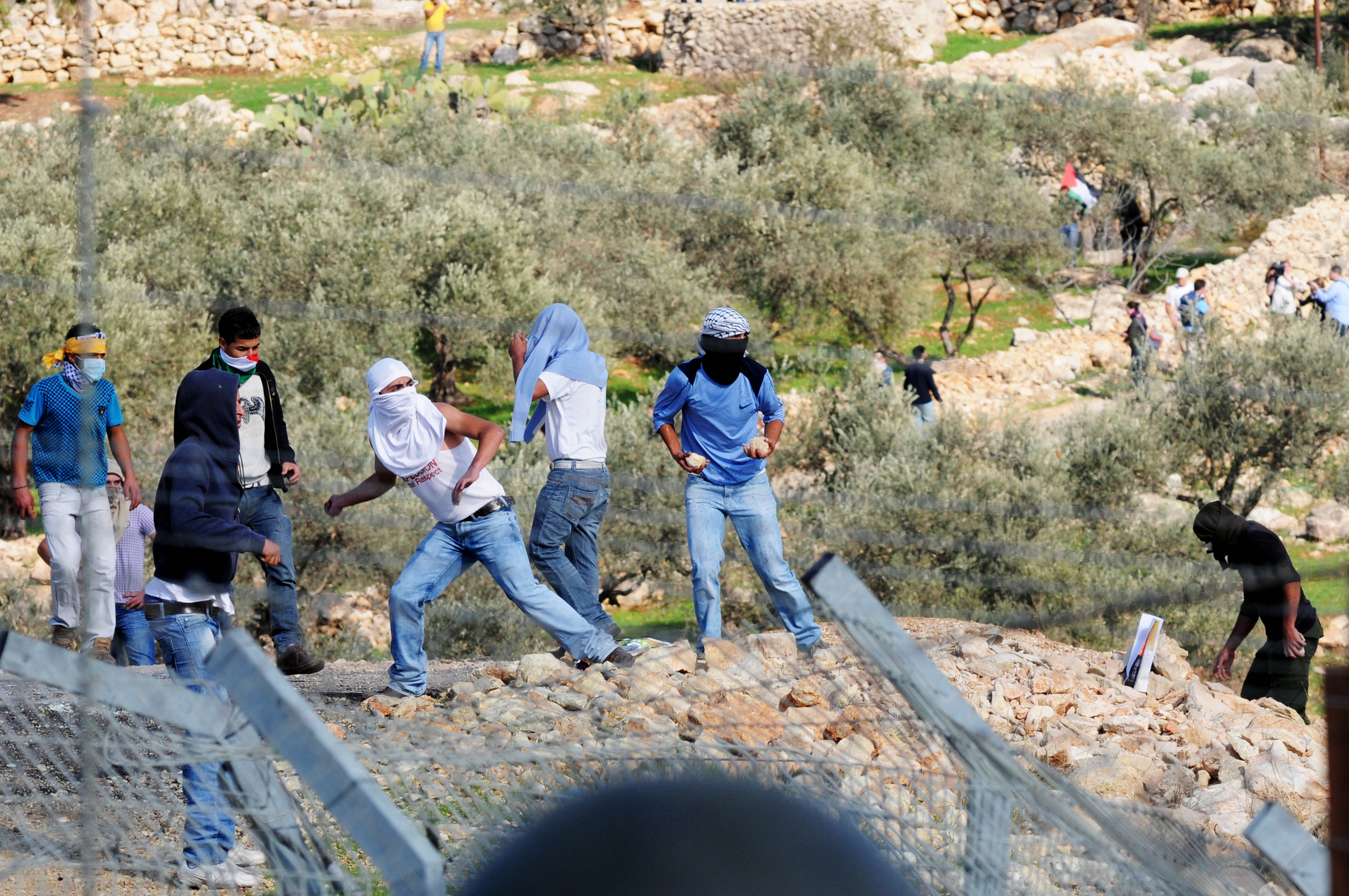
Protesty proti konfiskaci palestinské půdy na okupovaném Západním břehu v lednu 2011

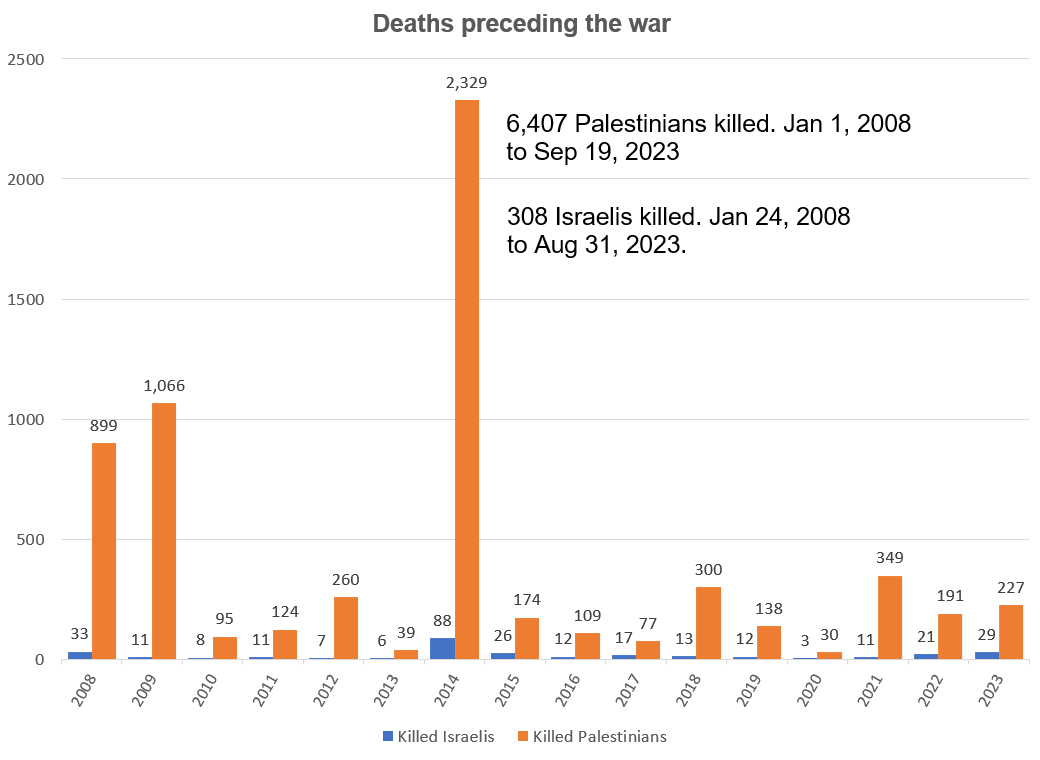
Porovnání počtu zabitých Izraelců (modře) a Palestinců (oranžově) v izraelsko-palestinském konfliktu mezi rokem 2008 a říjnem 2023 (před válkou). Počty slučují zabité civilisty i militanty/vojáky.

Poté, co Hamás vyhrál v roce 2006 palestinské parlamentní volby, Izrael s nimi odmítl komunikovat a zahájil strategii „sekání trávníku“. Následovala nová eskalace násilí a obě strany začaly odvetně ostřelovat nepřítelovo území raketami. V červnu 2006 Hamás zajal izraelského vojáka Gil'ada Šalita. Izrael reagoval odvetnými operacemi Letní déšť a Podzimní mraky. Následně Izrael zahájil blokádu Pásma Gazy. V roce 2008 následovala operace Horká zima.
V roce 2007 proběhla v americkém Annapolis mírová konference (pod patronátem George W. Bushe), která měla vyřešit otázku územních sporů a palestinských uprchlíků. V praxi však nepřinesla žádné hmatatelné výsledky. V nedávné době [kdy?] se také objevil saúdský návrh řešení konfliktu, který spočívá v úplném návratu do hranic z roku 1949 (tzv. Zelená linie). To by v praxi znamenalo vrácení Východního Jeruzaléma, včetně Chrámové hory, celý Západní břeh i strategicky významné Golanské výšiny.
Na konci roku 2008 eskalovalo napětí v Pásmu Gazy. Hnutí Hamás vypovědělo předchozí dvouměsíční příměří a obnovilo ostřelování izraelských měst raketami Kásam. Izrael reagoval leteckými útoky a pozemní invazí. Operace Lité olovo byla třítýdenní vojenskou invazí, která byla zahájena 27. prosince 2008. Masivní ofenziva byla reakcí na neustálé raketové a minometné útoky bojovníků Hamásu. Hamás i Izrael byly pod tlakem mezinárodního společenství kvůli humanitární krizi. Izrael souhlasil, že každý den na tři hodiny přeruší boje, aby mohla do Gazy proudit humanitárních pomoc. Během operace bylo zabito 1300 Palestinců (z většiny civilisté) a další tisíce byly zraněny. Na izraelské straně padlo 13 vojáků.
Kadimou vedená vláda prohrála předčasné volby do Knesetu. Novou izraelskou vládu sestavil předseda strany Likud Benjamin Netanjahu.
Česko v této době, zejména za vlády Petra Nečase (ODS), začalo na mezinárodní úrovni silně akcentovat svůj proizraelský, až nekritický, postoj. V roce 2011 bylo Česko mezi pouhými čtrnácti zeměmi, které hlasovaly proti přijetí státu Palestina do UNESCO. V roce 2012, při hlasování Valného shromáždění OSN o přidělení statusu nečlenského pozorovatelského státu OSN, bylo Česko mezi devíti hlasujícími státy proti přijetí (a jediným v Evropské unii). Ani v jednom případě však přijetí Palestiny nezabránilo.
V roce 2012 Izrael spustil operaci Pilíř obrany poté, co dne 14. listopadu 2012 zabil Ahmada Džabarího, velitele vojenského křídla Hamásu. Podle izraelského prohlášení bylo hlavním důvodem zahájení operace intenzivní raketové ostřelování izraelského území. Naproti tomu vláda Palestinské autonomie popřela označení za agresora, ale naopak deklarovala právo hájit své občany proti blokádě pásma Gazy a proti izraelské okupaci západního břehu Jordánu a Jeruzaléma. Operace trvala týden a na palestinské straně si vyžádala smrt 100 civilistů a 80 členů Hamásu. Izrael hlásil ztrátu dvou vojáků a čtyř civilistů.
Dne 8. července 2014 Izrael zahájil padesátidenní operaci Ochranné ostří (v doslovném překladu operace Pevná skála). Operace začala týden po nalezení tří mrtvých těl unesených a zavražděných izraelských mladíků na Západním břehu Jordánu, z jejichž vraždy Izrael obvinil dva členy hnutí Hamás navzdory tomu, že představitelé hnutí Hamás svou účast popřeli, ale připustili, že se tak mohlo stát bez vědomí politického křídla hnutí. Při následné odvetné operaci Bratrův ochránce na potlačení buněk a infrastruktury Hamásu bylo zabito šest palestinských příslušníků Hamásu a dalších 600 osob bylo zatčeno. Dne 2. července, den po pohřbu unesených mladíků, byl unesen šestnáctiletý palestinský mladík Muhammad abú Chudajr a byl upálen zaživa. Dne 6. července Šabak dopadl šest podezřelých z vraždy ve věku 16–25 let, kteří pocházejí všichni z ortodoxních židovských rodin. Již během Chudajrova pohřbu se maskovaní Palestinci střetli s izraelskými policisty, nepokoje se dále rozrostly do celého východního Jeruzaléma, na jih Izraele a do mnoha arabských vesnic po celé zemi. Izraelský premiér Netanjahu vraždu palestinského mladíka odsoudil a vrahy označil za "židovské teroristy". Kromě Muhammada abú Chudajra se navíc ve východním Jeruzalémě od 4. července pátrá po zmizelém palestinském chlapci. Operace Ochranné ostří byla nejkrvavějším palestinsko-izraelským střetnutím od druhé intifády a zároveň toho času nejdelší izraelskou vojenskou akcí v Pásmu Gazy (operace stála život 2000 Palestinců a dalších 10000 bylo zraněných. Izrael přišel o 66 vojáků a 6 civilistů.).
V letech 2018–2019 probíhaly v blízkosti hranice Pásma Gazy a Izraele velké týdenní organizované protesty za návrat palestinských uprchlíků do svých domovů a za zrušení blokády Pásma Gazy, které byly násilně potlačeny Izraelem, jehož odstřelovači zabili stovky a zranili tisíce Palestinců.

### Útok Hamásu na Izrael a válka v Pásmu Gazy
V první polovině roku 2020 izraelský premiér Netanjahu veřejně oznámil plán na anexi třetiny Západního břehu Jordánu. Plán oznámil poté, co americký prezident Donald Trump představil své řešení konfliktu (dvoustátní řešení zahrnující izraelskou anexi osad na Západním břehu Jordánu a uznání celého Jeruzalému za hlavní město Izraele). Anexe měla vstoupit v účinnost od července 2020. Proti anexi v tomto termínu byl ale spolupředseda vlády Binjamin Ganc, který uváděl, že se vláda má soustředit na pandemii covidu-19. K anexi v plánovaném termínu nakonec nedošlo. Mezitím totiž Spojené arabské emiráty podmínily diplomaticky domlouvanou normalizaci vztahů s Izraelem (tzv. Abrahámovské dohody) právě zrušením tohoto plánu.
V květnu 2021 došlo ke vzájemným raketovým útokům mezi Pásmem Gazy a Izraelem. V roce 2022 násilí pokračovalo v dalších střetech.
Netanjahuova koaliční vláda jmenovaná dne 29. prosince 2022, ve které měli zastoupení krajně pravicoví a náboženští extrémisté jako Becal'el Smotrič a Itamar Ben Gvir, podpořila stavbu a rozšiřování izraelských osad na okupovaném Západním břehu Jordánu, který je mezinárodním společenstvím považován za součást budoucího státu Palestina. Od nástupu jeho vlády došlo k eskalaci izraelsko-palestinského konfliktu (viz operace Štít a šíp a operace Domov a zahrada). Podle některých názorů docházelo k postupné anexi okupovaných palestinských území na Západním břehu.

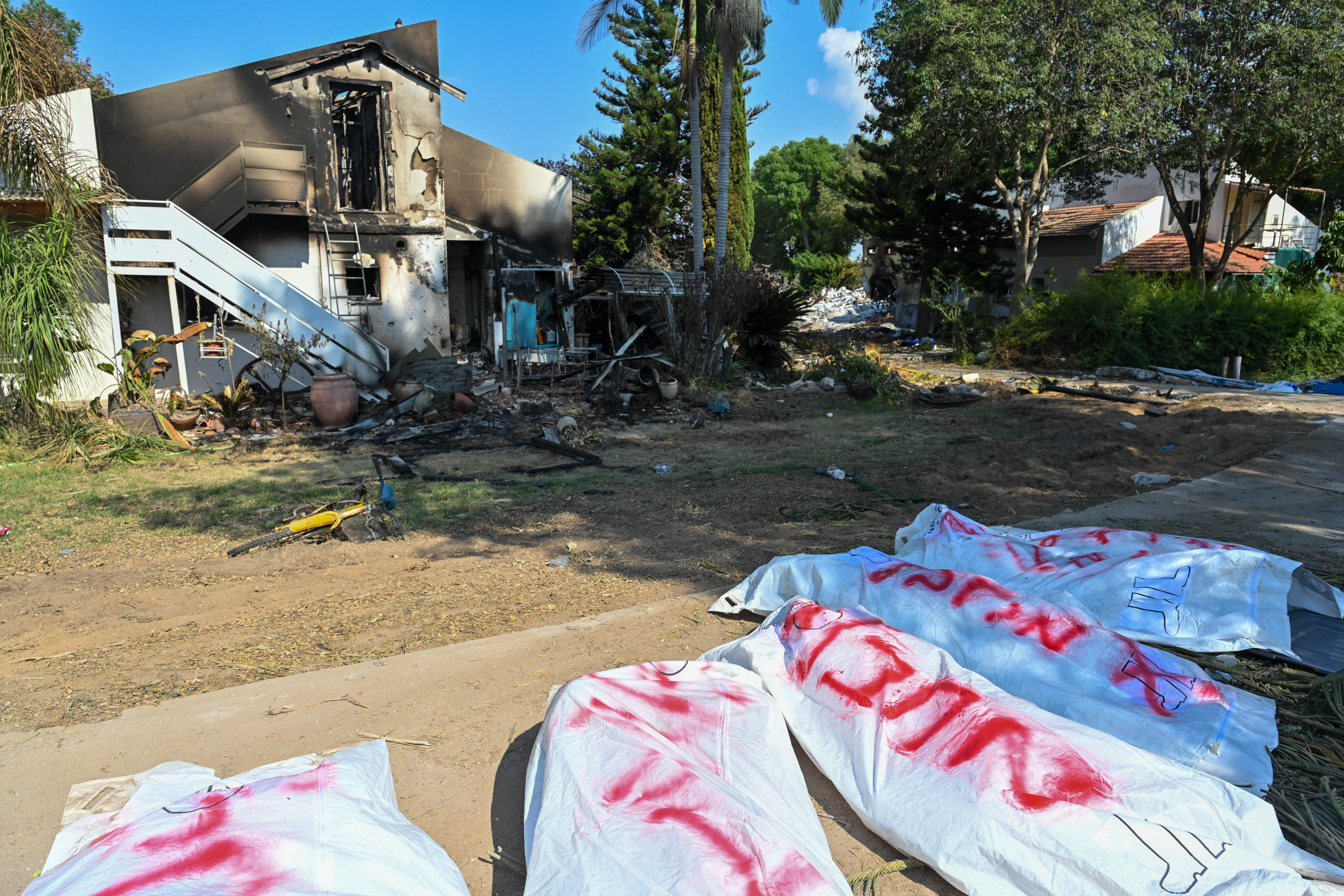
Těla ozbrojenců a zničené domy po masakru ve vesnici Be'eri

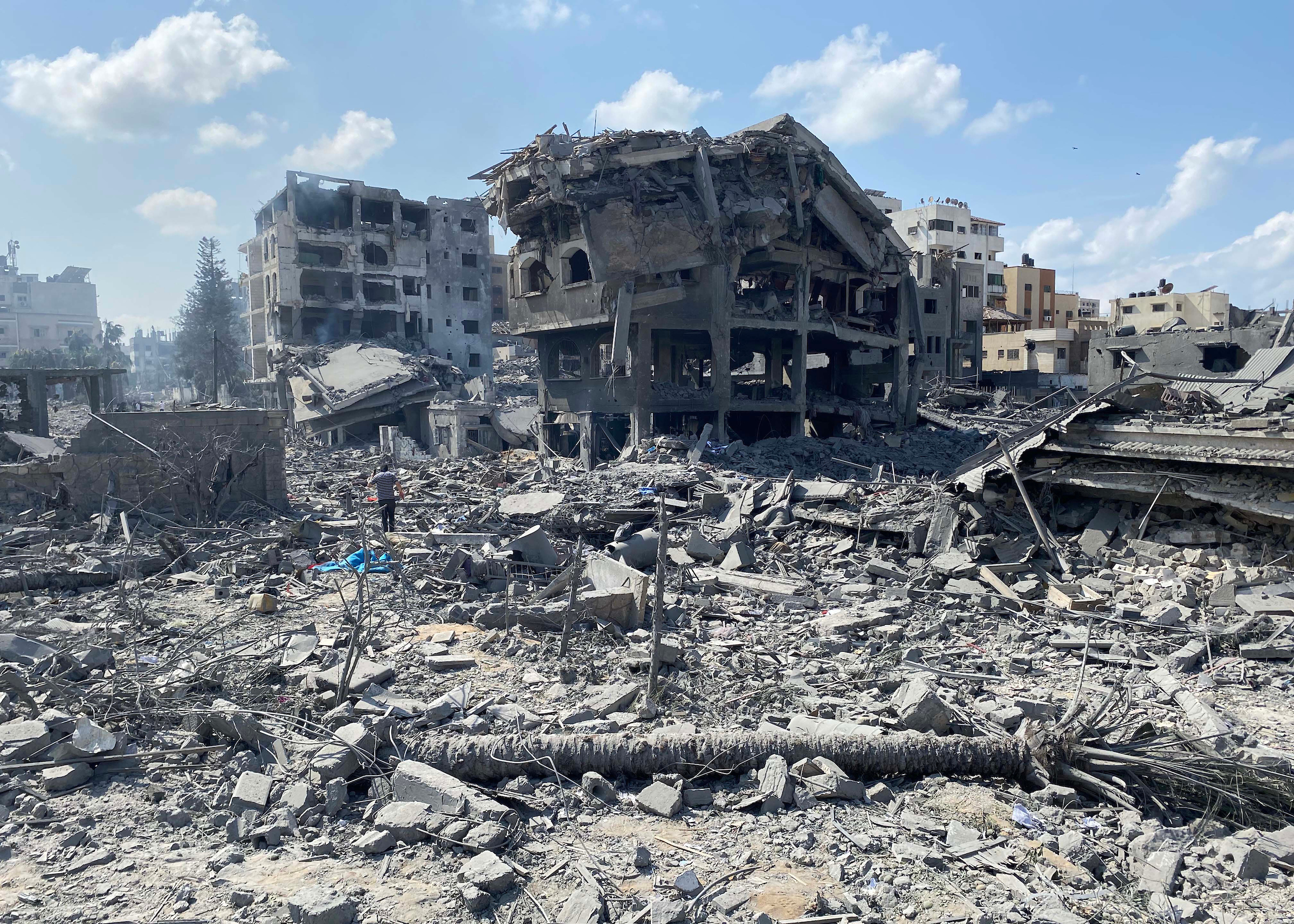
Následky izraelského náletu na oblast El-Remal ve městě Gaza, 9. října 2023

7. října 2023 v ranních hodinách zahájily palestinské militantní skupiny Hamás a Palestinský islámský džihád útok na Izrael. Ten byl ostřelován tisícovkami raket a někteří ozbrojenci vpadli na území Izraele. Útok si vyžádal na 1139 mrtvých Izraelců. Zároveň jich 253 padlo do zajetí. Izraelský odvetný útok na Pásmo Gazy si v prvních dnech vyžádal téměř 200 mrtvých a okolo 1 600 zraněných. Premiér Benjamin Netanjahu prohlásil, že země je ve válce. Netanjahu nařídil v odvetě za útok Hamásu letecké údery a zavedení totální blokády Pásma Gazy. Během válečného konfliktu Izrael obsadil celé Pásmo Gazy, ve kterém vedl ofenzivy proti Hamásu. V první fázi dobyl sever Pásma Gazy a hlavní město Gaza. Následně vedl boje na jihu území, zejména ve městech Chán Júnis a Rafah, kde se nacházeli vysídlení uprchlíci ze severních oblastí. Těm izraelská armáda bránila v návratu. Během krátkého příměří na výměnu zajatců v listopadu 2023 Izrael propustil 240 palestinských vězňů a Hamás propustil 105 civilních rukojmích. V průběhu války byli Izraelem zabiti přední představitelé Hamásu: Ismáíl Haníja, Jahjá Sinvár, Muhammad Dajf a Sálih Arúrí.
V konfliktu mezi Izraelem a Hamásem bylo od 7. října 2023 do 30. července 2025 hlášeno celkové zabití téměř 62 000 lidí (60 138 Palestinců a 1 700 Izraelců, včetně 170 novinářů (162 Palestinců, 2 Izraelci a 6 Libanonců) a přes 343 humanitárních pracovníků, včetně 253 zaměstnanců UNRWA). Na palestinské straně bylo zraněno 164 tisíc osob a na izraelské přes 7 tisíc. Okolo 1,9 milionu obyvatel Gazy muselo opustit své domovy. Mezi zabitými a zraněnými Palestinci byla většina civilistů, včetně tisíců žen a dětí. K prosinci 2023 bylo z Pásma Gazy hlášeno, že válka udělala z 19 000 dětí sirotky, přičemž dalších 5 000 dětí ztratilo jednoho rodiče. Při útocích bylo k lednu 2024 v severní Gaze a v hlavním městě Gaza zničeno 60 % bytových jednotek (tj. domov pro 45 % obyvatel Pásma Gazy). Destrukce budov se děla i v ostatních částech území. Izrael také v prvotní fázi konfliktu odpojil palestinskému obyvatelstvu přísun vody, elektrické energie a blokoval přísun humanitární pomoci, a to včetně základních léků. Nejpozději v březnu začaly OSN a různé země varovat před hrozbou hladomoru v Pásmu Gazy. Jihoafrická republika u Mezinárodního soudního dvora obvinila Izrael z páchání genocidy Palestinců v Pásmu Gazy.
Během války Izrael opakovaně prováděl cílené bombardování a pozemní operace ve městech na Západním břehu Jordánu. V polovině srpna 2024 bylo ze Západního břehu Jordánu hlášeno celkem 630 zabitých Palestinců. Koncem srpna zde izraelská armáda spustila oficiální „protiteroristickou operaci“. Ta byla svým rozsahem největší od konce druhé intifády v roce 2005. Operace také eskalovala střety s palestinskými povstalci. Mezinárodní soudní dvůr v Haagu ve svém poradním posudku přirovnal 19. července 2024 působení Izraele na palestinských územích Pásma Gazy, Západního břehu Jordánu a východního Jeruzaléma za okupaci a postupnou anexi, tuto praxi označil za nelegální a taktéž v rozporu s článkem 3 Mezinárodní úmluvy o odstranění všech forem rasové diskriminace, včetně „rasové segregace a apartheidu“. Současně vyzval Izrael k ukončení útoků na civilní obyvatelstvo. V polovině září 2024 Valné shromáždění OSN většinově přijalo rezoluci navrženou Palestinou, která stanovila, že i na základě zjištění posudku Mezinárodního soudního dvora v Haagu má do jednoho roku Izrael opustit okupovaná území.
Válka také eskalovala izraelský konflikt s libanonským Hizballáhem. Téměř rok se Izrael a Hizballáh vzájemně ostřelovali, což vedlo k vysídlení desítek tisíc osob na obou stranách hranice. Od poloviny září 2024 Izrael konflikt eskaloval sérií útoků na členy i velení Hizballáhu. Mosad provedl tajnou operaci, při které vybuchly komunikační zařízení Hizballáhu. Izraelská armáda uskutečnila intenzivní nálety na cíle Hizballáhu a na ústředí hnutí, při kterém byl zabit jeho vůdce Hasan Nasralláh. Dne 1. října Izrael zahájil invazi do Libanonu. Invaze zvedla počet vysídlených Libanonců na milion.
Dne 21. listopadu 2024 Mezinárodní trestní soud rozhodl o vydání zatykačů za válečné zločiny a zločiny proti lidskosti na izraelského premiéra Benjamina Netanjahua (Likud) a v té době čerstvě odvolaného ministra obrany Jo'ava Galanta (Likud). Tři představitelé Hamásu, kteří podle dřívější žádosti vrchního žalobce měli také být povoláni před Mezinárodní trestní soud, byli v listopadu 2024 již mrtví.

### Poznámka
1. ↑  Starověkými Římany zavedený název pochází od Pelištejců, jednoho z mnoha etnik, která na tomto území žila během starověku. Současní Palestinci převzali název podle území, jsou arabského původu a se zaniklými starověkými Pelištejci nemají etnicky nic společného.